# Mouvement de restauration américain

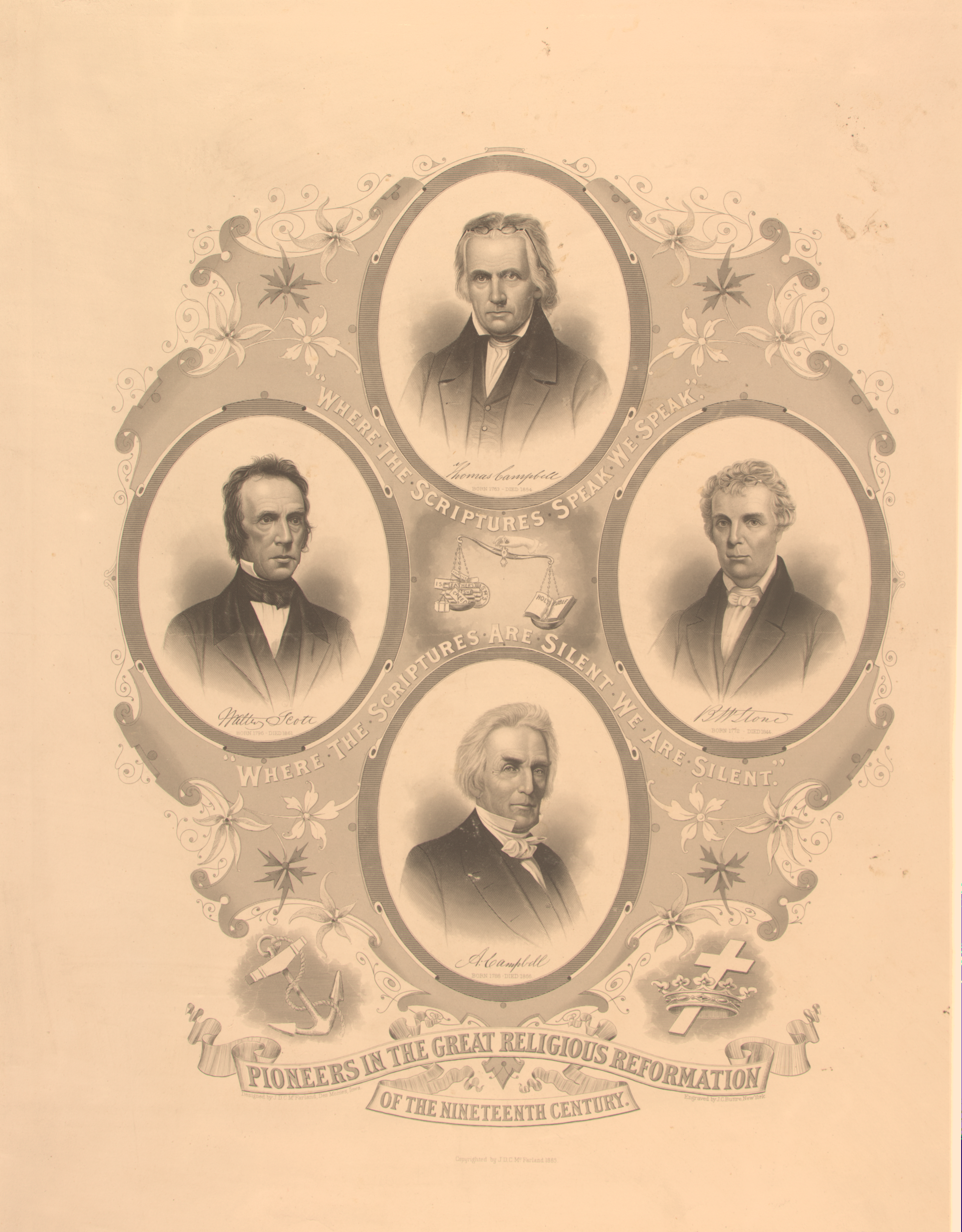
Les premiers dirigeants du mouvement de restauration (dans le sens des aiguilles d'une montre, de haut en bas) : Thomas Campbell, Barton W. Stone, Alexander Campbell et Walter Scott

Le mouvement de restauration américain (également connu sous le nom de mouvement Stone-Campbell, et parfois juste comme « restaurationnisme » bien que ce concept soit plus large) est un mouvement chrétien qui a débuté au sein de différentes dénominations réformées dans les Territoires de l'Ouest des États-Unis pendant le deuxième grand réveil (1790-1840). Les initiateurs de ce mouvement entendaient réformer l'Église de l'intérieur (ils donnent parfois le nom de « Réforme » à leur mouvement), en recherchant « l'unification de tous les chrétiens en un seul corps calqué sur l'Église du Nouveau Testament ».
Baptisé ultérieurement « mouvement de restauration » en raison de cette volonté de retour aux sources du christianisme primitif, ce mouvement s'est d'abord développé quasi-simultanément au sein de plusieurs courants religieux indépendants, sous différents noms. Deux groupes ont été particulièrement importants : le premier, sudiste, dirigé par Barton W. Stone, débute à Cane Ridge (en), dans le Kentucky ; il choisit de s'identifier simplement comme « chrétien ». Le second, plus nordiste, commence dans l'ouest de la Pennsylvanie et en Virginie (aujourd'hui Virginie-Occidentale) et est dirigée par Thomas Campbell (en) (1777-1844) et son fils, Alexander Campbell (en) (1788-1866), tous deux venus d'Écosse. Ce groupe retient le nom de « Disciples du Christ ». Ces appellations très généralistes résultent du souhait des fondateurs d'effacer les divisions au sein du christianisme en supprimant toute référence à des églises particulières. Fondant leur démarche exclusivement sur les textes du Nouveau Testament, les deux groupes rejetaient tout recours à une confession de foi au motif que ces textes, non bibliques, entretiennent les divisions au sein du christianisme.
Leurs croyances communes incluaient les points suivants : 
- Jésus est le Christ, le Fils de Dieu ;
- les chrétiens doivent célébrer la Sainte Cène le premier jour de chaque semaine ;
- le baptême ne doit être administré qu'aux croyants adultes, et nécessairement par immersion[5].

Les deux mouvements fusionnèrent en 1832.
Un historien du mouvement a soutenu qu'il s'agissait avant tout d'un mouvement d'unité œcuménique, l'idée de restauration ne jouant qu'un rôle secondaire.
Au XXe siècle, le mouvement de restauration s’est divisé en plusieurs groupes distincts. Les trois principaux sont : 
- les Églises du Christ,
- l’Église chrétienne (Disciples du Christ) et
- les congrégations indépendantes de l’Église chrétienne/Église du Christ.

En outre, sont issues du mouvement restaurationniste américain les Églises internationales du Christ, l’Église chrétienne internationale, les Églises du Christ en Europe, l’Église chrétienne évangélique au Canada, et les Églises du Christ en Australie. 
Selon l'historien Leroy Garrett, les divisions au sein du mouvement résultent de la tension entre les objectifs de restauration et d'œcuménisme : les Églises du Christ et les congrégations non affiliées à l'Église chrétienne/Église du Christ auraient résolu cette tension en mettant l'accent sur la restauration, tandis que l'Église chrétienne (Disciples du Christ) l'a résolu en mettant l'accent sur l'œcuménisme.

## Origine du nom du mouvement
Le mouvement de restauration ayant pris naissance à plusieurs endroits de manière indépendante et ne possédant pas de structure centralisée, il n'existe pas de nomenclature cohérente pour le mouvement dans son ensemble. Le terme « mouvement de restauration » s'est répandu au cours du XIXe siècle, sans doute sous l'influence des essais d'Alexander Campbell sur « une restauration de l'ordre ancien des choses » publiés dans le Christian Baptist. Bien que contraire à l'esprit initial du mouvement, qui bannissait toute référence à des noms humains, le terme de « Mouvement Stone-Campbell » est apparu vers la fin du XIXe siècle afin d'éviter les confusions associées à ses autres noms.

## Principes
Le mouvement de restauration américain est caractérisé par plusieurs principes clés :
- Le christianisme ne doit pas être divisé ; le Christ a voulu la création d'une Église unique[10],[11].
- Les confessions de foi divisent car elles ne sont que des développements - ou des résumés - de la Bible écrits par des humains ; les chrétiens doivent donc rechercher l'unité en s'appuyant sur la Bible elle-même[12].
- Les traditions ecclésiales divisent ; les chrétiens doivent donc suivre les pratiques de l'Église primitive et ainsi trouver l'unité[13].
- Les noms d'origine humaine divisent ; les chrétiens peuvent donc trouver un terrain d'entente en utilisant des noms bibliques pour l'église (c'est-à-dire « Église chrétienne », « Église de Dieu » ou « Église du Christ » par opposition à « méthodiste » ou « luthérienne », etc.)[4].

Ainsi, l'Église « doit mettre l'accent uniquement sur ce que tous les chrétiens ont en commun et supprimer toutes les doctrines et pratiques qui divisent ».
Divers slogans ont été utilisés dans le mouvement de restauration pour exprimer des idées-forces du mouvement : 
- « Là où les Écritures parlent, nous parlons ; là où les Écritures se taisent, nous nous taisons. »[15]
- « L'Église de Jésus-Christ sur terre est essentiellement, intentionnellement et constitutionnellement une. »[15]
- « Nous sommes des chrétiens seulement, mais nous ne sommes pas les seuls chrétiens. »[15]
- « Dans l'essentiel, l'unité ; dans les opinions, la liberté ; en toutes choses, l'amour. »[15]
- « Pas de credo sinon le Christ, pas de livre sinon la Bible, pas de loi sinon l'amour, pas de nom sinon le divin. »[15]
- « Faites les choses bibliques de la manière biblique. »[15]
- « Appelez les choses de la Bible par des noms bibliques. »[15]

## Origines

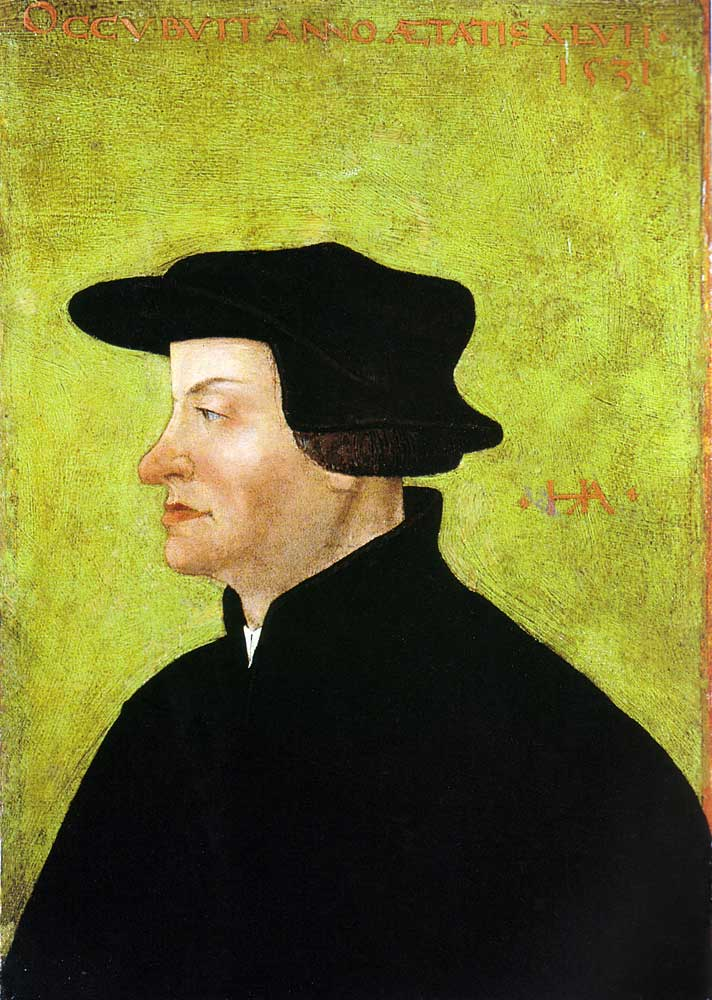
Huldrych Zwingli (huile, 1531) de Hans Asper (conservé au Kunstmuseum de Winterthur).

### Racines réformées
À la fin du Moyen Âge, des dissidents tels que John Wyclif et Jan Hus appelèrent à la restauration d'une forme primitive du christianisme, mais ils furent contraints à la clandestinité et il est difficile de trouver des liens directs entre ces premiers dissidents et le mouvement de restauration. À partir de la Renaissance, ses racines intellectuelles deviennent plus faciles à discerner. Le principe de « l'Écriture seule » (sola scriptura) est au cœur de la Réforme protestante, de même que le droit de chacun à lire et à interpréter la Bible, et une tendance à simplifier les rituels lors des services religieux pour se conformer aux indications contenues dans la Bible. En particulier, les branches de la Réforme inspirées par Ulrich Zwingli et Jean Calvin ont mis l'accent sur la « restauration des formes et des modèles bibliques ». Les premiers dirigeants du mouvement de restauration sont issus de ce contexte calviniste / réformé.

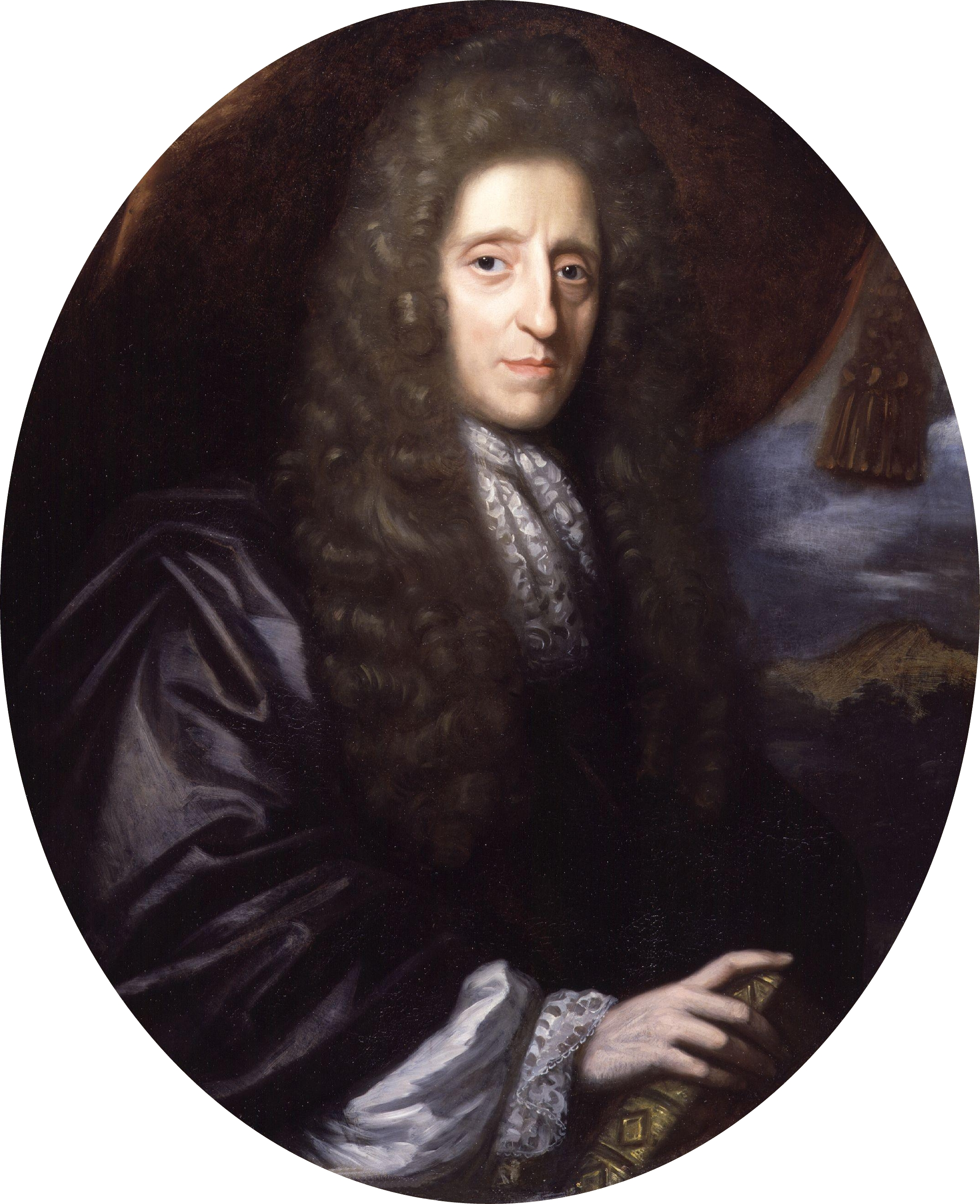
John Locke, tableau de Herman Verelst.

### Influence de la pensée de John Locke et des  puritains
Une deuxième influence déterminante sur les initiateurs du restaurationnisme est le rationalisme de John Locke. En réaction au déisme de Lord Herbert, Locke a cherché à répondre aux divisions religieuses et aux persécutions sans abandonner les Écritures. Pour ce faire, il s'est opposé au droit du gouvernement à imposer l'orthodoxie religieuse et a cherché à identifier à partir de la Bible un ensemble de croyances sur lesquelles tous les chrétiens pourraient s'entendre. Les enseignements qu'il considérait comme essentiels étaient la messianité de Jésus-Christ et les commandements directs de Jésus. Locke acceptait que les chrétiens puissent être profondément attachés à d'autres enseignements bibliques, mais sans jamais s'affronter sur ces points non essentiels ni exercer de contrainte sur les autres à leur propos. Toutefois, contrairement aux émigrés calvinistes anglais, les puritains, et à ce que ferait ultérieurement le mouvement de restauration, Locke n'appelait pas à une restauration systématique de l'Église primitive. 
En revanche, l’un des principes des puritains était ce retour à une église pure et « primitive » qui permettrait de former une véritable communauté apostolique. Cette conception a eu une influence déterminante sur le développement des puritains dans l'Amérique coloniale et a été décrit comme le « plus ancien mouvement œcuménique d’Amérique ». Les deux grands documents fondateurs du mouvement restaurationniste américain sont authentiquement œcuméniques. Dans The Last Will and Testament of the Springfield Presbytery (Les dernières volontés et le testament du consistoire de Springfield, paru en 1804), Barton Stone et ses compagnons de réveil dénoncent leur affiliation ecclésiale exclusive, souhaitant « s'unir au corps du Christ dans son ensemble ». Cinq ans plus tard, Thomas Campbell écrivait dans son manifeste The Declaration and Address of the Christian Association of Washington (La déclaration et le discours de l'Association chrétienne de Washington, paru en 1809) : « L’Église du Christ sur terre est essentiellement, intentionnellement et constitutionnellement une. »

### Dissidence baptiste
Au cours du Premier Grand Réveil, un mouvement s'était développé parmi les baptistes, connu sous le nom de « baptistes séparés ». Deux thèmes de ce mouvement étaient le rejet des croyances et la « liberté dans l'Esprit ». Les baptistes séparés considéraient l'Écriture comme la « règle parfaite » pour l'Église. Cependant, alors qu’ils s'étaient tournés vers la Bible pour trouver un modèle structurel pour l’Église, ils n’allèrent pas jusqu'à définir ce modèle en détail. Ce groupe originaire de la Nouvelle-Angleterre était particulièrement fort dans le Sud des États-Unis, où il a de plus en plus mis l’accent sur le besoin d'un modèle biblique pour l’Église. Dans la seconde moitié du XVIIIe siècle, les baptistes séparés se sont développés aux limites occidentales du Kentucky et du Tennessee, où les mouvements de Stone et de Campbell allaient plus tard prendre racine. Le développement des baptistes séparés a donc contribué à préparer le terrain pour le mouvement de restauration, qui a largement recruté dans les rangs des baptistes séparés. Le restaurationnisme baptiste a également contribué au développement du landmarkisme (en), dans la même région que le mouvement de restauration Stone-Campbell et à peu près à la même époque. (Sous la direction de James Robinson Graves (en), ce groupe affirme une continuité historique ininterrompue et une légitimité exclusive du mouvement baptiste depuis la période apostolique. Les pratiques du groupe landmarkiste sont vues comme les seules à être conformes à l'Eglise primitive et les seules à être valides, ce qui ne va pas sans causer de vives controverses avec les autres églises.)

### Dissidence méthodiste
James O'Kelly fut l'un des premiers défenseurs de la recherche de l'unité par un retour au christianisme néotestamentaire . En 1792, insatisfait du rôle des évêques dans l’Église épiscopale méthodiste, il se sépare de cette église. Le mouvement de O'Kelly, établi essentiellement en Virginie et en Caroline du Nord, s'appelait à l'origine « méthodistes républicains ». En 1794, ils adoptèrent le nom d'« Église chrétienne ». Au cours de la même période, Elias Smith du Vermont et Abner Jones du New Hampshire créent un mouvement avec des idées très voisines de celles d'O'Kelly,. Comme eux, il pensait que les membres de sa communauté pouvaient, en se référant uniquement aux Écritures, être simplement chrétiens sans être liés aux traditions humaines et aux confessions apportées par les immigrants venus d'Europe,.

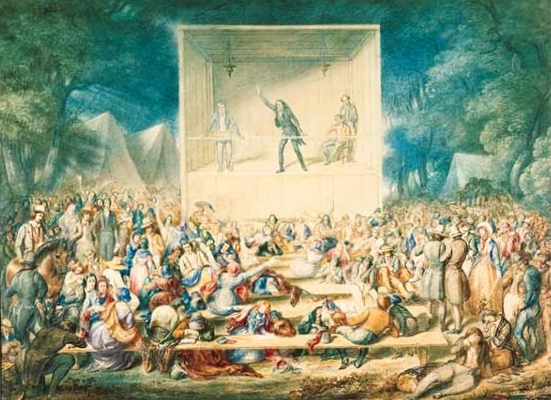
Camp meeting méthodiste de 1839, aquarelle du Second Grand Réveil

L'idéal de restauration d'une forme « primitive » du christianisme a gagné en popularité aux États-Unis après la Révolution américaine et a joué un rôle dans le développement de nombreux groupes au cours de cette période, connue sous le nom de Second Grand Réveil. (Parmi ces groupes figurent l’Église de Jésus-Christ des Saints des Derniers Jours, les baptistes et les shakers.) Le mouvement de restauration américain a débuté pendant ce Second Réveil et a été grandement influencé par lui. Toutefois le mouvement Campbell s'est opposé à ce qu'il considérait comme la manipulation spirituelle des camps meetings, tandis que ces méthodes « formaient une matrice importante du mouvement de Barton Stone » et ont façonné les techniques d'évangélisation utilisées à la fois par Stone et les Campbell.

## Mouvement Stone

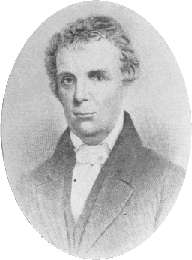
Barton W. Stone

### Le réveil de Cane Ridge

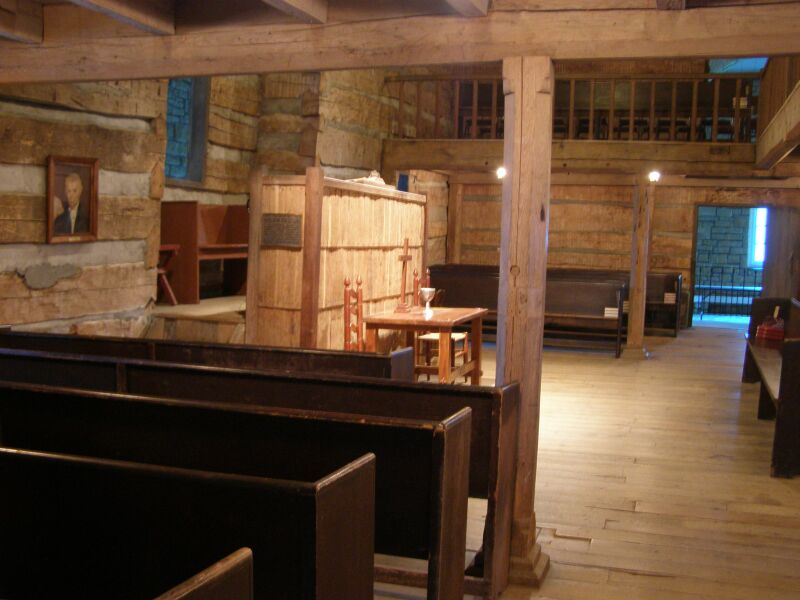
Intérieur de la maison de réunion originale à Cane Ridge, Kentucky.

En 1801, le réveil de Cane Ridge dans le Kentucky a planté la graine d'un mouvement dans le Kentucky et la vallée de la rivière Ohio pour se dissocier du dénominationalisme. En 1803, Barton W. Stone et d'autres se retirèrent du synode du Kentucky et formèrent le consistoire de Springfield (en anglais : Springfield presbytery). L'événement déterminant de l'aile Stone du mouvement fut la publication du manifeste Dernières volontés et testament du consistoire de Springfield, à Cane Ridge en 1804. Ce bref document annonce leur retrait du presbytérianisme et leur intention de faire uniquement partie du corps du Christ. Les auteurs appellent à l’unité de tous ceux qui suivent Jésus, affirment la valeur de la gouvernance autonome de chaque communauté (congrégationalisme) et déclarent que la Bible est la source de la compréhension de la volonté de Dieu. Ils dénoncent l'utilisation de la Confession de foi de Westminster pour diviser et adoptent le nom de « chrétiens » pour identifier leur communauté.

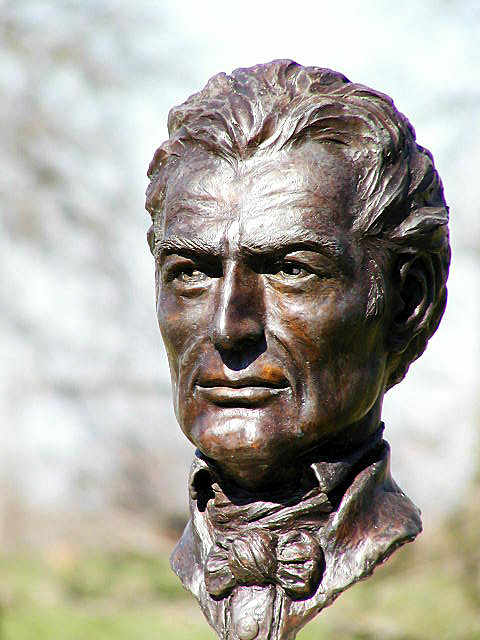
Buste de Barton W. Stone, au cimetière de Cane Ridge.

En 1804, Elias Smith avait entendu parler du mouvement Stone et en 1808 du mouvement O'Kelly. Bien que n'ayant pas fusionné officiellement, les trois groupes coopéraient et fraternisaient dès 1810. À cette époque, le mouvement combiné comptait environ 20 000 membres. Cette communauté informelle d'églises était appelée « Christian Connection/Connexion » (connexion chhrétienne) ou « Église chrétienne »,.

### Caractéristiques
La pierre angulaire du mouvement de Stone était la liberté chrétienne. Cet idéal de liberté lui faisait rejeter tous les credo, traditions et systèmes théologiques qui s'étaient développés au fil du temps, et se concentrer sur un christianisme primitif basé sur la Bible.
Dans le cadre de la restauration du christianisme primitif, le mouvement de Stone donnait une importance essentielle à la restauration du mode de vie de ses membres à l'imitation de ceux de l’Église primitive. Au cours des premières années, il s'est donc concentré sur une vie sainte et juste, plus que sur les formes et les structures de l'Église primitive. De peur que cette priorité puisse porter atteinte à la liberté chrétienne, cet effort tendait à prendre la forme d’un rejet de la tradition plutôt que d’un programme explicite de reconstruction des pratiques du Nouveau Testament. L'accent mis sur la liberté était si fort que le mouvement évitait de développer des traditions ecclésiastiques ; il était « largement sans dogme, forme ou structure ». Ce qui maintenait l'unité du mouvement était son engagement envers le christianisme primitif.
Un autre thème du mouvement était l’imminence du retour du Christ. De nombreux Américains de l’époque croyaient que le millénium était proche et fondaient leurs espoirs pour celui-ci sur leur nouvelle nation, les États-Unis. Les membres du mouvement de Stone croyaient que seul un christianisme unifié basé sur l'Église apostolique, plutôt que sur un pays ou l'une des dénominations existantes, pourrait conduire à l'avènement du millénium<. Le millénarisme de Stone a été décrit comme plus « apocalyptique » que celui d'Alexander Campbell (voir ci-après), dans la mesure où il croyait que l'humanité était trop imparfaite pour que le progrès humain puisse permettre d'entrer dans le millénium. C'était selon lui plutôt la puissance de Dieu qui le permettrait, et il fallait qu’en attendant que Dieu établisse son royaume, que les chrétiens vivent comme si le règne de Dieu était déjà pleinement établi. Cette insistance sur le millénarisme avait donc moins à voir avec les théories eschatologiques qu'avec un engagement contre-culturel à vivre comme si le royaume de Dieu était déjà établi sur terre. Cette perspective apocalyptique ou vision du monde a conduit de nombreux membres du mouvement Stone à adopter le pacifisme, à éviter de participer au gouvernement civil et à rejeter la violence, le militarisme, la cupidité, le matérialisme et l'esclavage.

## Mouvement Campbell

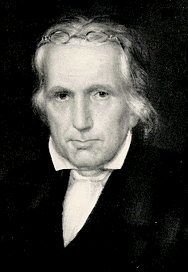
Thomas Campbell

### Origine
L'origine de l'aile Campbell du mouvement est la publication de la Déclaration et le discours de l'Association Chrétienne de Washington par Thomas Campbell en 1809, alors que le synode de l’Église presbytérienne l'avait suspendu de son ministère. Il organise ensuite l'Association chrétienne de Washington dans le comté de Washington, en Pennsylvanie, à la limite ouest de l'État, non pas comme une église mais comme une association de personnes cherchant à grandir dans la foi. Le 4 mai 1811, l’Association chrétienne se constitua en une église sous le mode de gouvernement congrégationnaliste. Ayant construit un bâtiment à Brush Run, en Pennsylvanie, elle a couramment été dénommée « Église de Brush Run ». Lorsque leur étude du Nouveau Testament a conduit cette communauté à commencer à pratiquer le baptême par immersion, l'association baptiste de Redstone, située à proximité, a invité l'église de Brush Run à se joindre à eux dans un but de communion. Les Campbelliens acceptèrent, à condition qu'ils soient « autorisés à prêcher et à enseigner tout ce qu'ils avaient appris dans les Écritures ».

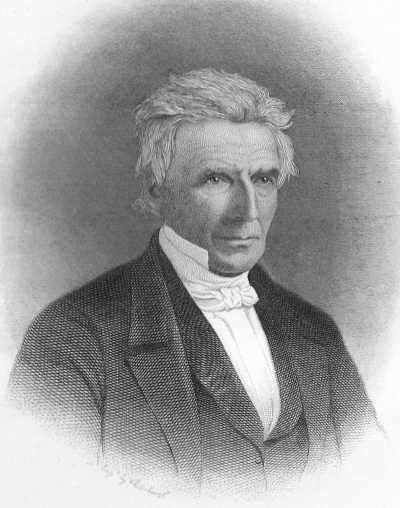
Alexandre Campbell

Le fils de Thomas Campbell, Alexander, venu le rejoindre aux États-Unis en 1809, assume rapidement le rôle de leader du mouvement,. Les Campbell ont travaillé au sein de la Redstone Baptist Association entre 1815 et 1824. Bien que les Campbell et les baptistes aient partagé les mêmes pratiques de baptême par immersion et le système de gouvernance congrégationnaliste, leurs différences sont rapidement devenues gênantes. Au sein de l'Association Redstone, certains dirigeants baptistes cessèrent de les tolérer à partir du moment où Alexander Campbell commença à publier un journal, The Christian Baptist, qui faisait la promotion de sa conception de la réforme. En 1824, anticipant le conflit, Campbell avait fait entrer ses membres dans une autre paroisse, la Mahoning Baptist Association. En 1827, cette association nomma Walter Scott (en) comme évangéliste. Grâce à ses efforts, l’Association Mahoning s’est rapidement développée. En 1828, Thomas Campbell visita plusieurs des congrégations formées par Scott et l’entendit prêcher. Campbell trouvait que Scott apportait une nouvelle dimension importante au mouvement avec son approche de l’évangélisation.
Alexander Campbell a utilisé sa tribune du The Christian Baptist pour aborder ce qu'il considérait comme la question clé de la reconstruction de la communauté chrétienne apostolique d'une manière systématique et rationnelle. Il entendait distinguer clairement les aspects essentiels et non essentiels du christianisme primitif. Parmi ceux qu'il identifiait comme essentiels, il y avait « l'autonomie de la congrégation, un conseil d'anciens dans chaque congrégation, la communion hebdomadaire et l'immersion pour la rémission des péchés ». Parmi les pratiques qu'il rejetait comme non essentielles figuraient « le saint baiser, les diaconesses, la vie en communauté, le lavement des pieds et les pratiques charismatiques ».

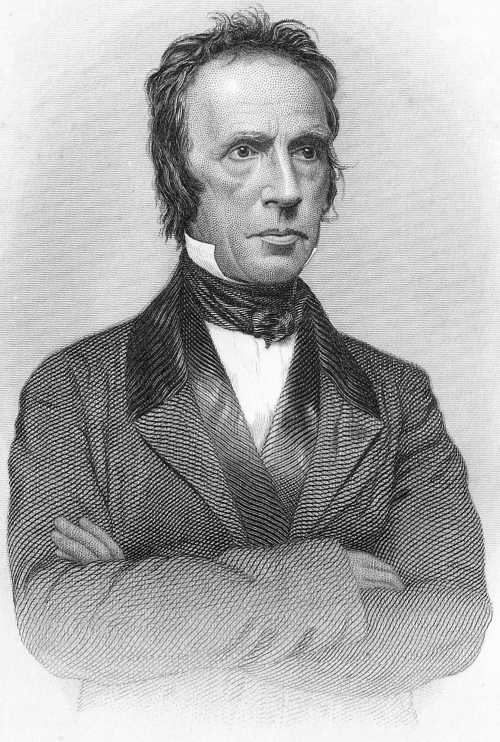
Walter Scott

Plusieurs associations baptistes ont commencé à exclure les congrégations qui refusaient de souscrire à la Confession de foi baptiste dite de Philiadephie. En 1830, l'Association baptiste de Mahoning est dissoute. Alexander Campbell cesse la publication du Christian Baptist et, en janvier 1831, il commença la publication d'un nouveau journal, le Millennial Harbinger.

### Caractéristiques
Le siècle des Lumières a eu une influence importante sur le mouvement Campbell. Thomas Campbell était un élève du philosophe des Lumières John Locke. Bien qu'il n'ait pas explicitement utilisé le terme « essentiels » dans la Déclaration et le Discours, Thomas Campbell a proposé la même solution à la division religieuse que celle proposée auparavant par Locke et Edward Herbert : « Réduire la religion à un ensemble d'éléments essentiels sur lesquels toutes les personnes raisonnables pourraient s'accorder ». Pour identifier ces éléments essentiels, il s'est fondé sur les pratiques pour lesquelles la Bible indiquait : « Ainsi parle le Seigneur », soit de manière explicite, soit de manière implicite, du fait d'un texte précédent comportant cette mention ». Contrairement à Locke, qui considérait que les efforts antérieurs des puritains étaient intrinsèquement source de division, Thomas Campbell plaidait pour « une restauration complète du christianisme apostolique ». Non seulement il pensait que les confessions de foi servaient à diviser les chrétiens, mais encore ill croyait que la Bible était suffisamment claire pour que tout le monde puisse la comprendre, ce qui rendait donc ces confessions de foi inutiles.
Alexander Campbell a de plus été profondément influencé par la pensée des Lumières, notamment par l'École écossaise du sens commun de Thomas Reid et Dugald Stewart. Cette école concevait la Bible comme un recueil de faits concrets et préconisait une approche scientifique ou « baconienne » pour les interpréter. La méthode consisterait à classer ces faits selon les sujets traités et à en tirer des conclusions d'une manière qui a été décrite comme « rien de moins que la méthode scientifique appliquée à la Bible ». Alexander a reflété cette approche lorsqu'il a soutenu à plusieurs reprises que « la Bible est un livre de faits, pas d'opinions, de théories, de généralités abstraites, ni de définitions verbales ». De même que le recours aux faits constitue la base de l’accord entre scientifiques, Alexandre Campbell croyait que si les chrétiens se limitaient aux faits trouvés dans la Bible en les aboradant de manière rationnelle, ils parviendraient nécessairement à se mettre d'accord et qu'ils y trouveraient un modèle ou une constitution pour l'Église. Cette approche scientifique de la Bible le séduisait d'autant plus qu'elle offrait selon lui une base fiable pour l'unité chrétienne.
Thomas Campbell a ainsi combiné l'approche des Lumières en matière d'unité avec les traditions réformées et puritaines de restauration,. La solution de Campbell pour parvenir à l'unité chrétienne consistait à abandonner les croyances et les traditions qui, selon lui, divisaient les chrétiens, et à retrouver le christianisme primitif, trouvé dans les Écritures, qui était commun à tous les chrétiens.
Le millénarisme d’Alexander Campbell était plus optimiste que celui de Stone, évoqué plus haut. Il avait davantage confiance dans le potentiel de progrès humain et croyait que les chrétiens pouvaient s’unir pour transformer le monde et inaugurer le millenium. Les conceptions de Campbell étaient postmillénaristes, car il anticipait que le progrès de l'Église et de la société conduirait à une ère de paix et de justice avant le retour du Christ. Cette approche optimiste signifiait qu'il combinait avec ses convictions primitivistes une pensée progressiste.

## Fusion des mouvements Stone et Campbell
Le mouvement Campbell se caractérisait par une « reconstruction systématique et rationnelle » de l'Église primitive, contrairement au mouvement Stone qui se caractérisait par une liberté radicale et l'absence de dogme,. Malgré leurs différences, les deux mouvements sont tombés d’accord sur plusieurs questions cruciales. Tous deux considéraient la restauration du christianisme apostolique comme un moyen de faire advenir plus rapidement le millénium. Tous deux considéraient également la restauration de l’Église primitive comme une voie vers la liberté chrétienne. Et tous deux croyaient que l’unité entre les chrétiens pouvait être réalisée en utilisant le christianisme apostolique comme modèle. L’engagement des deux mouvements à restaurer l’Église primitive et à unir les chrétiens a suffi à motiver une union entre les deux mouvements.
Les mouvements Stone et Campbell fusionnèrent en 1832,,,. Cela a été officialisé à la Hill Street Meeting House à Lexington, Kentucky, par une poignée de main entre Stone et « Raccoon » John Smith, qui avait été choisi comme porte-parole des partisans des Campbell. Une réunion préliminaire avait eu lieu fin décembre 1831, aboutissant à la fusion le 1er janvier 1832,. Deux représentants de l’assemblée furent désignés pour porter la nouvelle de l’union à toutes les églises : John Rogers pour les chrétiens et John Smith pour les réformateurs. Malgré quelques difficultés, la fusion a réussi. De nombreux adeptes des deux mouvements pensaient que l’union était très prometteuse pour le succès futur du mouvement combiné et ont accueilli la nouvelle avec enthousiasme .
Toutefois, lorsque les deux mouvements s'unirent, seule une minorité de "chrétiens" (Campbell) a y participa. Ceux qui l'ont fait venaient de congrégations à l'ouest des Appalaches qui étaient entrées en contact avec le mouvement Stone. Les membres de l'Est avaient plusieurs différences capitales avec le groupe de Stone et Campbell : l'accent mis sur l'expérience de conversion, l'observance trimestrielle de la communion et l'antitrinitarisme . Ceux qui ne se sont pas unis à Campbell (la Christian Connection ) ont fusionné avec les Églises congrégationalistes en 1931 pour former les Églises chrétiennes congrégationalistes. En 1957, l'Église chrétienne congrégationaliste a fusionné avec l' Église évangélique et réformée pour devenir l'Église unie du Christ.

### Tableau généalogique des églises et mouvements restaurationnistes américains
|  |  | Elias Smith (en) & Abner Jones (en)                                                  | Elias Smith (en) & Abner Jones (en)                                                  | Elias Smith (en) & Abner Jones (en)                                                  | Elias Smith (en) & Abner Jones (en)                                                  | Elias Smith (en) & Abner Jones (en)                                                  | Elias Smith (en) & Abner Jones (en)                                                  |                                             |                                             | James O'Kelly (en)                                       | James O'Kelly (en)                                       | James O'Kelly (en)                                       | James O'Kelly (en)                                       | James O'Kelly (en)                                       | James O'Kelly (en)                                       |             |             |                                                                                      |                                                                                      |                                                                                      |                                                                                      |                                                                                      |                                                                                      |  |  |                                           |                                           | Barton Warren Stone                                                                  | Barton Warren Stone                                                                  | Barton Warren Stone                                                                  | Barton Warren Stone                                                                  | Barton Warren Stone                                                                  | Barton Warren Stone                                                                  |  |  |                                                         |                                                         |                                                         |                                                         |                                                         |                                                         |                                     |                                     |                                                                                                 |                                                                                                 |                                                                                                 |                                                                                                 |                                                                                                 |                                                                                                 |  |  |                                                             |                                                             |                                                             |                                                             |                                                             |                                                             |  |  |                                                                                  |                                                                                  |                                                                                  |                                                                                  |                                                                                  |                                                                                  |  |  | Thomas Campbell (en) & Alexander Campbell (en)     | Thomas Campbell (en) & Alexander Campbell (en)     | Thomas Campbell (en) & Alexander Campbell (en)     | Thomas Campbell (en) & Alexander Campbell (en)     | Thomas Campbell (en) & Alexander Campbell (en)     | Thomas Campbell (en) & Alexander Campbell (en)     |           |           |                                                       |                                                       |                                                       |                                                       |                                                       |                                                       |                                      |                                      |                                      |                                      |                                      |                                      |                                     |                                     |                                     |                                     |                                     |                                     |  |  |  |  |  |  |  |  |  |  |  |  |  |  |  |  |  |  |  |  |  |  |  |  |  |  |  |  |
|  |  | Elias Smith (en) & Abner Jones (en)                                                  | Elias Smith (en) & Abner Jones (en)                                                  | Elias Smith (en) & Abner Jones (en)                                                  | Elias Smith (en) & Abner Jones (en)                                                  | Elias Smith (en) & Abner Jones (en)                                                  | Elias Smith (en) & Abner Jones (en)                                                  | Nouvelle- Angleterre                        | Nouvelle- Angleterre                        | Nouvelle- Angleterre                                     | Nouvelle- Angleterre                                     | Nouvelle- Angleterre                                     | Nouvelle- Angleterre                                     | James O'Kelly (en)                                       | James O'Kelly (en)                                       |             |             | Caroline du Nord                                                                     | Caroline du Nord                                                                     | Caroline du Nord                                                                     | Caroline du Nord                                                                     | Caroline du Nord                                                                     | Caroline du Nord                                                                     |  |  |                                           |                                           | Barton Warren Stone                                                                  | Barton Warren Stone                                                                  | Barton Warren Stone                                                                  | Barton Warren Stone                                                                  | Barton Warren Stone                                                                  | Barton Warren Stone                                                                  |  |  |                                                         |                                                         |                                                         |                                                         |                                                         |                                                         | Kentucky                            | Kentucky                            | Kentucky                                                                                        | Kentucky                                                                                        | Kentucky                                                                                        | Kentucky                                                                                        |                                                                                                 |                                                                                                 |  |  |                                                             |                                                             |                                                             |                                                             |                                                             |                                                             |  |  |                                                                                  |                                                                                  |                                                                                  |                                                                                  |                                                                                  |                                                                                  |  |  | Thomas Campbell (en) & Alexander Campbell (en)     | Thomas Campbell (en) & Alexander Campbell (en)     | Thomas Campbell (en) & Alexander Campbell (en)     | Thomas Campbell (en) & Alexander Campbell (en)     | Thomas Campbell (en) & Alexander Campbell (en)     | Thomas Campbell (en) & Alexander Campbell (en)     |           |           |                                                       |                                                       |                                                       |                                                       |                                                       |                                                       |                                      |                                      |                                      |                                      |                                      |                                      | Virginie occidentale & Pennsylvanie | Virginie occidentale & Pennsylvanie | Virginie occidentale & Pennsylvanie | Virginie occidentale & Pennsylvanie | Virginie occidentale & Pennsylvanie | Virginie occidentale & Pennsylvanie |  |  |  |  |  |  |  |  |  |  |  |  |  |  |  |  |  |  |  |  |  |  |  |  |  |  |  |  |
|  |  | Baptistes                                                                            | Baptistes                                                                            | Baptistes                                                                            | Baptistes                                                                            | Baptistes                                                                            | Baptistes                                                                            | Nouvelle- Angleterre                        | Nouvelle- Angleterre                        | Nouvelle- Angleterre                                     | Nouvelle- Angleterre                                     | Nouvelle- Angleterre                                     | Nouvelle- Angleterre                                     |                                                          |                                                          | Methodistes | Methodistes | Methodistes                                                                          | Methodistes                                                                          | Methodistes                                                                          | Methodistes                                                                          | Caroline du Nord                                                                     | Caroline du Nord                                                                     |  |  |                                           |                                           |                                                                                      |                                                                                      |                                                                                      |                                                                                      |                                                                                      |                                                                                      |  |  | Église presbytérienne                                   | Église presbytérienne                                   | Église presbytérienne                                   | Église presbytérienne                                   | Église presbytérienne                                   | Église presbytérienne                                   | Kentucky                            | Kentucky                            | Kentucky                                                                                        | Kentucky                                                                                        | Kentucky                                                                                        | Kentucky                                                                                        |                                                                                                 |                                                                                                 |  |  |                                                             |                                                             |                                                             |                                                             |                                                             |                                                             |  |  |                                                                                  |                                                                                  |                                                                                  |                                                                                  |                                                                                  |                                                                                  |  |  |                                                    |                                                    |                                                    |                                                    |                                                    |                                                    | Baptistes | Baptistes | Baptistes                                             | Baptistes                                             | Baptistes                                             | Baptistes                                             |                                                       |                                                       | Associate Presbytery in America (en) | Associate Presbytery in America (en) | Associate Presbytery in America (en) | Associate Presbytery in America (en) | Associate Presbytery in America (en) | Associate Presbytery in America (en) | Virginie occidentale & Pennsylvanie | Virginie occidentale & Pennsylvanie | Virginie occidentale & Pennsylvanie | Virginie occidentale & Pennsylvanie | Virginie occidentale & Pennsylvanie | Virginie occidentale & Pennsylvanie |  |  |  |  |  |  |  |  |  |  |  |  |  |  |  |  |  |  |  |  |  |  |  |  |  |  |  |  |
|  |  | Baptistes                                                                            | Baptistes                                                                            | Baptistes                                                                            | Baptistes                                                                            | Baptistes                                                                            | Baptistes                                                                            |                                             |                                             |                                                          |                                                          |                                                          |                                                          |                                                          |                                                          | Methodistes | Methodistes | Methodistes                                                                          | Methodistes                                                                          | Methodistes                                                                          | Methodistes                                                                          |                                                                                      |                                                                                      |  |  |                                           |                                           |                                                                                      |                                                                                      |                                                                                      |                                                                                      |                                                                                      |                                                                                      |  |  | Église presbytérienne                                   | Église presbytérienne                                   | Église presbytérienne                                   | Église presbytérienne                                   | Église presbytérienne                                   | Église presbytérienne                                   |                                     |                                     |                                                                                                 |                                                                                                 |                                                                                                 |                                                                                                 |                                                                                                 |                                                                                                 |  |  |                                                             |                                                             |                                                             |                                                             |                                                             |                                                             |  |  |                                                                                  |                                                                                  |                                                                                  |                                                                                  |                                                                                  |                                                                                  |  |  |                                                    |                                                    |                                                    |                                                    |                                                    |                                                    | Baptistes | Baptistes | Baptistes                                             | Baptistes                                             | Baptistes                                             | Baptistes                                             |                                                       |                                                       | Associate Presbytery in America (en) | Associate Presbytery in America (en) | Associate Presbytery in America (en) | Associate Presbytery in America (en) | Associate Presbytery in America (en) | Associate Presbytery in America (en) |                                     |                                     |                                     |                                     |                                     |                                     |  |  |  |  |  |  |  |  |  |  |  |  |  |  |  |  |  |  |  |  |  |  |  |  |  |  |  |  |
|  |  |                                                                                      |                                                                                      |                                                                                      |                                                                                      |                                                                                      |                                                                                      |                                             |                                             | Republican Methodist Church, ultérieurt Chrétiens (1792) | Republican Methodist Church, ultérieurt Chrétiens (1792) | Republican Methodist Church, ultérieurt Chrétiens (1792) | Republican Methodist Church, ultérieurt Chrétiens (1792) | Republican Methodist Church, ultérieurt Chrétiens (1792) | Republican Methodist Church, ultérieurt Chrétiens (1792) |             |             |                                                                                      |                                                                                      |                                                                                      |                                                                                      |                                                                                      |                                                                                      |  |  |                                           |                                           |                                                                                      |                                                                                      |                                                                                      |                                                                                      |                                                                                      |                                                                                      |  |  | Cane Ridge Revival (en) (1801)                          | Cane Ridge Revival (en) (1801)                          | Cane Ridge Revival (en) (1801)                          | Cane Ridge Revival (en) (1801)                          | Cane Ridge Revival (en) (1801)                          | Cane Ridge Revival (en) (1801)                          |                                     |                                     |                                                                                                 |                                                                                                 |                                                                                                 |                                                                                                 |                                                                                                 |                                                                                                 |  |  |                                                             |                                                             |                                                             |                                                             |                                                             |                                                             |  |  |                                                                                  |                                                                                  |                                                                                  |                                                                                  |                                                                                  |                                                                                  |  |  |                                                    |                                                    |                                                    |                                                    |                                                    |                                                    |           |           |                                                       |                                                       |                                                       |                                                       |                                                       |                                                       |                                      |                                      |                                      |                                      |                                      |                                      |                                     |                                     |                                     |                                     |                                     |                                     |  |  |  |  |  |  |  |  |  |  |  |  |  |  |  |  |  |  |  |  |  |  |  |  |  |  |  |  |
|  |  |                                                                                      |                                                                                      |                                                                                      |                                                                                      |                                                                                      |                                                                                      |                                             |                                             | Republican Methodist Church, ultérieurt Chrétiens (1792) | Republican Methodist Church, ultérieurt Chrétiens (1792) | Republican Methodist Church, ultérieurt Chrétiens (1792) | Republican Methodist Church, ultérieurt Chrétiens (1792) | Republican Methodist Church, ultérieurt Chrétiens (1792) | Republican Methodist Church, ultérieurt Chrétiens (1792) |             |             |                                                                                      |                                                                                      |                                                                                      |                                                                                      |                                                                                      |                                                                                      |  |  |                                           |                                           |                                                                                      |                                                                                      |                                                                                      |                                                                                      |                                                                                      |                                                                                      |  |  | Cane Ridge Revival (en) (1801)                          | Cane Ridge Revival (en) (1801)                          | Cane Ridge Revival (en) (1801)                          | Cane Ridge Revival (en) (1801)                          | Cane Ridge Revival (en) (1801)                          | Cane Ridge Revival (en) (1801)                          |                                     |                                     |                                                                                                 |                                                                                                 |                                                                                                 |                                                                                                 |                                                                                                 |                                                                                                 |  |  |                                                             |                                                             |                                                             |                                                             |                                                             |                                                             |  |  |                                                                                  |                                                                                  |                                                                                  |                                                                                  |                                                                                  |                                                                                  |  |  |                                                    |                                                    |                                                    |                                                    |                                                    |                                                    |           |           |                                                       |                                                       |                                                       |                                                       |                                                       |                                                       |                                      |                                      |                                      |                                      |                                      |                                      |                                     |                                     |                                     |                                     |                                     |                                     |  |  |  |  |  |  |  |  |  |  |  |  |  |  |  |  |  |  |  |  |  |  |  |  |  |  |  |  |
|  |  |                                                                                      |                                                                                      |                                                                                      |                                                                                      |                                                                                      |                                                                                      |                                             |                                             |                                                          |                                                          |                                                          |                                                          |                                                          |                                                          |             |             |                                                                                      |                                                                                      |                                                                                      |                                                                                      |                                                                                      |                                                                                      |  |  |                                           |                                           |                                                                                      |                                                                                      |                                                                                      |                                                                                      |                                                                                      |                                                                                      |  |  |                                                         |                                                         |                                                         |                                                         |                                                         |                                                         |                                     |                                     |                                                                                                 |                                                                                                 |                                                                                                 |                                                                                                 |                                                                                                 |                                                                                                 |  |  |                                                             |                                                             |                                                             |                                                             |                                                             |                                                             |  |  |                                                                                  |                                                                                  |                                                                                  |                                                                                  |                                                                                  |                                                                                  |  |  |                                                    |                                                    |                                                    |                                                    |                                                    |                                                    |           |           |                                                       |                                                       |                                                       |                                                       |                                                       |                                                       |                                      |                                      |                                      |                                      |                                      |                                      |                                     |                                     |                                     |                                     |                                     |                                     |  |  |  |  |  |  |  |  |  |  |  |  |  |  |  |  |  |  |  |  |  |  |  |  |  |  |  |  |
|  |  |                                                                                      |                                                                                      |                                                                                      |                                                                                      |                                                                                      |                                                                                      |                                             |                                             |                                                          |                                                          |                                                          |                                                          |                                                          |                                                          |             |             | Rice Haggard convainc O'Kelly et par la suite Stone d'utiliser le nom de "chrétiens" | Rice Haggard convainc O'Kelly et par la suite Stone d'utiliser le nom de "chrétiens" | Rice Haggard convainc O'Kelly et par la suite Stone d'utiliser le nom de "chrétiens" | Rice Haggard convainc O'Kelly et par la suite Stone d'utiliser le nom de "chrétiens" | Rice Haggard convainc O'Kelly et par la suite Stone d'utiliser le nom de "chrétiens" | Rice Haggard convainc O'Kelly et par la suite Stone d'utiliser le nom de "chrétiens" |  |  |                                           |                                           | Springfield Presbytery (en) (1803)                                                   | Springfield Presbytery (en) (1803)                                                   | Springfield Presbytery (en) (1803)                                                   | Springfield Presbytery (en) (1803)                                                   | Springfield Presbytery (en) (1803)                                                   | Springfield Presbytery (en) (1803)                                                   |  |  |                                                         |                                                         |                                                         |                                                         |                                                         |                                                         |                                     |                                     |                                                                                                 |                                                                                                 |                                                                                                 |                                                                                                 |                                                                                                 |                                                                                                 |  |  |                                                             |                                                             |                                                             |                                                             |                                                             |                                                             |  |  |                                                                                  |                                                                                  |                                                                                  |                                                                                  |                                                                                  |                                                                                  |  |  | Christian Association of Washington (en) (1809)    | Christian Association of Washington (en) (1809)    | Christian Association of Washington (en) (1809)    | Christian Association of Washington (en) (1809)    | Christian Association of Washington (en) (1809)    | Christian Association of Washington (en) (1809)    |           |           | Declaration and Address (en)                          | Declaration and Address (en)                          | Declaration and Address (en)                          | Declaration and Address (en)                          | Declaration and Address (en)                          | Declaration and Address (en)                          |                                      |                                      |                                      |                                      |                                      |                                      |                                     |                                     |                                     |                                     |                                     |                                     |  |  |  |  |  |  |  |  |  |  |  |  |  |  |  |  |  |  |  |  |  |  |  |  |  |  |  |  |
|  |  |                                                                                      |                                                                                      |                                                                                      |                                                                                      |                                                                                      |                                                                                      |                                             |                                             |                                                          |                                                          |                                                          |                                                          |                                                          |                                                          |             |             | Rice Haggard convainc O'Kelly et par la suite Stone d'utiliser le nom de "chrétiens" | Rice Haggard convainc O'Kelly et par la suite Stone d'utiliser le nom de "chrétiens" | Rice Haggard convainc O'Kelly et par la suite Stone d'utiliser le nom de "chrétiens" | Rice Haggard convainc O'Kelly et par la suite Stone d'utiliser le nom de "chrétiens" | Rice Haggard convainc O'Kelly et par la suite Stone d'utiliser le nom de "chrétiens" | Rice Haggard convainc O'Kelly et par la suite Stone d'utiliser le nom de "chrétiens" |  |  |                                           |                                           | Springfield Presbytery (en) (1803)                                                   | Springfield Presbytery (en) (1803)                                                   | Springfield Presbytery (en) (1803)                                                   | Springfield Presbytery (en) (1803)                                                   | Springfield Presbytery (en) (1803)                                                   | Springfield Presbytery (en) (1803)                                                   |  |  |                                                         |                                                         |                                                         |                                                         |                                                         |                                                         |                                     |                                     |                                                                                                 |                                                                                                 |                                                                                                 |                                                                                                 |                                                                                                 |                                                                                                 |  |  |                                                             |                                                             |                                                             |                                                             |                                                             |                                                             |  |  |                                                                                  |                                                                                  |                                                                                  |                                                                                  |                                                                                  |                                                                                  |  |  | Christian Association of Washington (en) (1809)    | Christian Association of Washington (en) (1809)    | Christian Association of Washington (en) (1809)    | Christian Association of Washington (en) (1809)    | Christian Association of Washington (en) (1809)    | Christian Association of Washington (en) (1809)    |           |           | Declaration and Address (en)                          | Declaration and Address (en)                          | Declaration and Address (en)                          | Declaration and Address (en)                          | Declaration and Address (en)                          | Declaration and Address (en)                          |                                      |                                      |                                      |                                      |                                      |                                      |                                     |                                     |                                     |                                     |                                     |                                     |  |  |  |  |  |  |  |  |  |  |  |  |  |  |  |  |  |  |  |  |  |  |  |  |  |  |  |  |
|  |  |                                                                                      |                                                                                      |                                                                                      |                                                                                      |                                                                                      |                                                                                      |                                             |                                             |                                                          |                                                          |                                                          |                                                          |                                                          |                                                          |             |             |                                                                                      |                                                                                      |                                                                                      |                                                                                      |                                                                                      |                                                                                      |  |  |                                           |                                           |                                                                                      |                                                                                      |                                                                                      |                                                                                      |                                                                                      |                                                                                      |  |  |                                                         |                                                         |                                                         |                                                         |                                                         |                                                         |                                     |                                     |                                                                                                 |                                                                                                 |                                                                                                 |                                                                                                 |                                                                                                 |                                                                                                 |  |  |                                                             |                                                             |                                                             |                                                             |                                                             |                                                             |  |  |                                                                                  |                                                                                  |                                                                                  |                                                                                  |                                                                                  |                                                                                  |  |  |                                                    |                                                    |                                                    |                                                    |                                                    |                                                    |           |           |                                                       |                                                       |                                                       |                                                       |                                                       |                                                       |                                      |                                      |                                      |                                      |                                      |                                      |                                     |                                     |                                     |                                     |                                     |                                     |  |  |  |  |  |  |  |  |  |  |  |  |  |  |  |  |  |  |  |  |  |  |  |  |  |  |  |  |
|  |  | New England Christians (1801)                                                        | New England Christians (1801)                                                        | New England Christians (1801)                                                        | New England Christians (1801)                                                        | New England Christians (1801)                                                        | New England Christians (1801)                                                        |                                             |                                             |                                                          |                                                          |                                                          |                                                          |                                                          |                                                          |             |             | Les mouvements "chrétiens" s'associent informellement vers 1810                      | Les mouvements "chrétiens" s'associent informellement vers 1810                      | Les mouvements "chrétiens" s'associent informellement vers 1810                      | Les mouvements "chrétiens" s'associent informellement vers 1810                      | Les mouvements "chrétiens" s'associent informellement vers 1810                      | Les mouvements "chrétiens" s'associent informellement vers 1810                      |  |  |                                           |                                           | Christians in the West (1804)                                                        | Christians in the West (1804)                                                        | Christians in the West (1804)                                                        | Christians in the West (1804)                                                        | Christians in the West (1804)                                                        | Christians in the West (1804)                                                        |  |  | Last Will and Testament of the Springfield Presbytery   | Last Will and Testament of the Springfield Presbytery   | Last Will and Testament of the Springfield Presbytery   | Last Will and Testament of the Springfield Presbytery   | Last Will and Testament of the Springfield Presbytery   | Last Will and Testament of the Springfield Presbytery   |                                     |                                     |                                                                                                 |                                                                                                 |                                                                                                 |                                                                                                 |                                                                                                 |                                                                                                 |  |  |                                                             |                                                             |                                                             |                                                             |                                                             |                                                             |  |  |                                                                                  |                                                                                  |                                                                                  |                                                                                  |                                                                                  |                                                                                  |  |  | Redstone Baptist Association (RBA) (1815)          | Redstone Baptist Association (RBA) (1815)          | Redstone Baptist Association (RBA) (1815)          | Redstone Baptist Association (RBA) (1815)          | Redstone Baptist Association (RBA) (1815)          | Redstone Baptist Association (RBA) (1815)          |           |           | The Campbell's Brush Run Church joins RBA             | The Campbell's Brush Run Church joins RBA             | The Campbell's Brush Run Church joins RBA             | The Campbell's Brush Run Church joins RBA             | The Campbell's Brush Run Church joins RBA             | The Campbell's Brush Run Church joins RBA             |                                      |                                      |                                      |                                      |                                      |                                      |                                     |                                     |                                     |                                     |                                     |                                     |  |  |  |  |  |  |  |  |  |  |  |  |  |  |  |  |  |  |  |  |  |  |  |  |  |  |  |  |
|  |  | New England Christians (1801)                                                        | New England Christians (1801)                                                        | New England Christians (1801)                                                        | New England Christians (1801)                                                        | New England Christians (1801)                                                        | New England Christians (1801)                                                        |                                             |                                             |                                                          |                                                          |                                                          |                                                          |                                                          |                                                          |             |             | Les mouvements "chrétiens" s'associent informellement vers 1810                      | Les mouvements "chrétiens" s'associent informellement vers 1810                      | Les mouvements "chrétiens" s'associent informellement vers 1810                      | Les mouvements "chrétiens" s'associent informellement vers 1810                      | Les mouvements "chrétiens" s'associent informellement vers 1810                      | Les mouvements "chrétiens" s'associent informellement vers 1810                      |  |  |                                           |                                           | Christians in the West (1804)                                                        | Christians in the West (1804)                                                        | Christians in the West (1804)                                                        | Christians in the West (1804)                                                        | Christians in the West (1804)                                                        | Christians in the West (1804)                                                        |  |  | Last Will and Testament of the Springfield Presbytery   | Last Will and Testament of the Springfield Presbytery   | Last Will and Testament of the Springfield Presbytery   | Last Will and Testament of the Springfield Presbytery   | Last Will and Testament of the Springfield Presbytery   | Last Will and Testament of the Springfield Presbytery   |                                     |                                     |                                                                                                 |                                                                                                 |                                                                                                 |                                                                                                 |                                                                                                 |                                                                                                 |  |  |                                                             |                                                             |                                                             |                                                             |                                                             |                                                             |  |  |                                                                                  |                                                                                  |                                                                                  |                                                                                  |                                                                                  |                                                                                  |  |  | Redstone Baptist Association (RBA) (1815)          | Redstone Baptist Association (RBA) (1815)          | Redstone Baptist Association (RBA) (1815)          | Redstone Baptist Association (RBA) (1815)          | Redstone Baptist Association (RBA) (1815)          | Redstone Baptist Association (RBA) (1815)          |           |           | The Campbell's Brush Run Church joins RBA             | The Campbell's Brush Run Church joins RBA             | The Campbell's Brush Run Church joins RBA             | The Campbell's Brush Run Church joins RBA             | The Campbell's Brush Run Church joins RBA             | The Campbell's Brush Run Church joins RBA             |                                      |                                      |                                      |                                      |                                      |                                      |                                     |                                     |                                     |                                     |                                     |                                     |  |  |  |  |  |  |  |  |  |  |  |  |  |  |  |  |  |  |  |  |  |  |  |  |  |  |  |  |
|  |  |                                                                                      |                                                                                      |                                                                                      |                                                                                      |                                                                                      |                                                                                      |                                             |                                             |                                                          |                                                          |                                                          |                                                          |                                                          |                                                          |             |             |                                                                                      |                                                                                      |                                                                                      |                                                                                      |                                                                                      |                                                                                      |  |  |                                           |                                           |                                                                                      |                                                                                      |                                                                                      |                                                                                      |                                                                                      |                                                                                      |  |  |                                                         |                                                         |                                                         |                                                         |                                                         |                                                         |                                     |                                     |                                                                                                 |                                                                                                 |                                                                                                 |                                                                                                 |                                                                                                 |                                                                                                 |  |  |                                                             |                                                             |                                                             |                                                             |                                                             |                                                             |  |  |                                                                                  |                                                                                  |                                                                                  |                                                                                  |                                                                                  |                                                                                  |  |  |                                                    |                                                    |                                                    |                                                    |                                                    |                                                    |           |           |                                                       |                                                       |                                                       |                                                       |                                                       |                                                       |                                      |                                      |                                      |                                      |                                      |                                      |                                     |                                     |                                     |                                     |                                     |                                     |  |  |  |  |  |  |  |  |  |  |  |  |  |  |  |  |  |  |  |  |  |  |  |  |  |  |  |  |
|  |  |                                                                                      |                                                                                      |                                                                                      |                                                                                      |                                                                                      |                                                                                      |                                             |                                             |                                                          |                                                          |                                                          |                                                          |                                                          |                                                          |             |             | Église chrétienne/ Christian Connection (c. 1810)                                    | Église chrétienne/ Christian Connection (c. 1810)                                    | Église chrétienne/ Christian Connection (c. 1810)                                    | Église chrétienne/ Christian Connection (c. 1810)                                    | Église chrétienne/ Christian Connection (c. 1810)                                    | Église chrétienne/ Christian Connection (c. 1810)                                    |  |  |                                           |                                           |                                                                                      |                                                                                      |                                                                                      |                                                                                      |                                                                                      |                                                                                      |  |  |                                                         |                                                         |                                                         |                                                         |                                                         |                                                         |                                     |                                     |                                                                                                 |                                                                                                 |                                                                                                 |                                                                                                 |                                                                                                 |                                                                                                 |  |  |                                                             |                                                             |                                                             |                                                             |                                                             |                                                             |  |  | MBA recrute Walter Scott (en) comme prédicateur (1827)                           | MBA recrute Walter Scott (en) comme prédicateur (1827)                           | MBA recrute Walter Scott (en) comme prédicateur (1827)                           | MBA recrute Walter Scott (en) comme prédicateur (1827)                           | MBA recrute Walter Scott (en) comme prédicateur (1827)                           | MBA recrute Walter Scott (en) comme prédicateur (1827)                           |  |  | Association baptiste de Mahoning (MBA) (en) (1824) | Association baptiste de Mahoning (MBA) (en) (1824) | Association baptiste de Mahoning (MBA) (en) (1824) | Association baptiste de Mahoning (MBA) (en) (1824) | Association baptiste de Mahoning (MBA) (en) (1824) | Association baptiste de Mahoning (MBA) (en) (1824) |           |           | L'église de Brush Run se retire de RBA et rejoint MBA | L'église de Brush Run se retire de RBA et rejoint MBA | L'église de Brush Run se retire de RBA et rejoint MBA | L'église de Brush Run se retire de RBA et rejoint MBA | L'église de Brush Run se retire de RBA et rejoint MBA | L'église de Brush Run se retire de RBA et rejoint MBA |                                      |                                      |                                      |                                      |                                      |                                      |                                     |                                     |                                     |                                     |                                     |                                     |  |  |  |  |  |  |  |  |  |  |  |  |  |  |  |  |  |  |  |  |  |  |  |  |  |  |  |  |
|  |  |                                                                                      |                                                                                      |                                                                                      |                                                                                      |                                                                                      |                                                                                      |                                             |                                             |                                                          |                                                          |                                                          |                                                          |                                                          |                                                          |             |             |                                                                                      | Église chrétienne/ Christian Connection (c. 1810)                                    | Église chrétienne/ Christian Connection (c. 1810)                                    | Église chrétienne/ Christian Connection (c. 1810)                                    | Église chrétienne/ Christian Connection (c. 1810)                                    | Église chrétienne/ Christian Connection (c. 1810)                                    |  |  |                                           |                                           |                                                                                      |                                                                                      |                                                                                      |                                                                                      |                                                                                      |                                                                                      |  |  |                                                         |                                                         |                                                         |                                                         |                                                         |                                                         |                                     |                                     |                                                                                                 |                                                                                                 |                                                                                                 |                                                                                                 |                                                                                                 |                                                                                                 |  |  |                                                             |                                                             |                                                             |                                                             |                                                             |                                                             |  |  | MBA recrute Walter Scott (en) comme prédicateur (1827)                           | MBA recrute Walter Scott (en) comme prédicateur (1827)                           | MBA recrute Walter Scott (en) comme prédicateur (1827)                           | MBA recrute Walter Scott (en) comme prédicateur (1827)                           | MBA recrute Walter Scott (en) comme prédicateur (1827)                           | MBA recrute Walter Scott (en) comme prédicateur (1827)                           |  |  | Association baptiste de Mahoning (MBA) (en) (1824) | Association baptiste de Mahoning (MBA) (en) (1824) | Association baptiste de Mahoning (MBA) (en) (1824) | Association baptiste de Mahoning (MBA) (en) (1824) | Association baptiste de Mahoning (MBA) (en) (1824) | Association baptiste de Mahoning (MBA) (en) (1824) |           |           | L'église de Brush Run se retire de RBA et rejoint MBA | L'église de Brush Run se retire de RBA et rejoint MBA | L'église de Brush Run se retire de RBA et rejoint MBA | L'église de Brush Run se retire de RBA et rejoint MBA | L'église de Brush Run se retire de RBA et rejoint MBA | L'église de Brush Run se retire de RBA et rejoint MBA |                                      |                                      |                                      |                                      |                                      |                                      |                                     |                                     |                                     |                                     |                                     |                                     |  |  |  |  |  |  |  |  |  |  |  |  |  |  |  |  |  |  |  |  |  |  |  |  |  |  |  |  |
|  |  |                                                                                      |                                                                                      |                                                                                      |                                                                                      |                                                                                      |                                                                                      |                                             |                                             |                                                          |                                                          |                                                          |                                                          |                                                          |                                                          |             |             |                                                                                      |                                                                                      |                                                                                      |                                                                                      |                                                                                      |                                                                                      |  |  |                                           |                                           |                                                                                      |                                                                                      |                                                                                      |                                                                                      |                                                                                      |                                                                                      |  |  |                                                         |                                                         |                                                         |                                                         |                                                         |                                                         |                                     |                                     |                                                                                                 |                                                                                                 |                                                                                                 |                                                                                                 |                                                                                                 |                                                                                                 |  |  |                                                             |                                                             |                                                             |                                                             |                                                             |                                                             |  |  |                                                                                  |                                                                                  |                                                                                  |                                                                                  |                                                                                  |                                                                                  |  |  |                                                    |                                                    |                                                    |                                                    |                                                    |                                                    |           |           |                                                       |                                                       |                                                       |                                                       |                                                       |                                                       |                                      |                                      |                                      |                                      |                                      |                                      |                                     |                                     |                                     |                                     |                                     |                                     |  |  |  |  |  |  |  |  |  |  |  |  |  |  |  |  |  |  |  |  |  |  |  |  |  |  |  |  |
|  |  |                                                                                      |                                                                                      |                                                                                      |                                                                                      |                                                                                      |                                                                                      |                                             |                                             |                                                          |                                                          |                                                          |                                                          |                                                          |                                                          |             |             |                                                                                      |                                                                                      |                                                                                      |                                                                                      |                                                                                      |                                                                                      |  |  |                                           |                                           |                                                                                      |                                                                                      |                                                                                      |                                                                                      |                                                                                      |                                                                                      |  |  |                                                         |                                                         |                                                         |                                                         |                                                         |                                                         |                                     |                                     |                                                                                                 |                                                                                                 |                                                                                                 |                                                                                                 |                                                                                                 |                                                                                                 |  |  |                                                             |                                                             |                                                             |                                                             |                                                             |                                                             |  |  |                                                                                  |                                                                                  |                                                                                  |                                                                                  |                                                                                  |                                                                                  |  |  | "Disciples du Christ" (en) (1830)                  |                                                    |                                                    |                                                    |                                                    |                                                    |           |           |                                                       |                                                       |                                                       |                                                       |                                                       |                                                       |                                      |                                      |                                      |                                      |                                      |                                      |                                     |                                     |                                     |                                     |                                     |                                     |  |  |  |  |  |  |  |  |  |  |  |  |  |  |  |  |  |  |  |  |  |  |  |  |  |  |  |  |
|  |  |                                                                                      |                                                                                      |                                                                                      |                                                                                      |                                                                                      |                                                                                      |                                             |                                             |                                                          |                                                          |                                                          |                                                          |                                                          |                                                          |             |             |                                                                                      |                                                                                      |                                                                                      |                                                                                      |                                                                                      |                                                                                      |  |  |                                           |                                           |                                                                                      |                                                                                      |                                                                                      |                                                                                      |                                                                                      |                                                                                      |  |  |                                                         |                                                         |                                                         |                                                         |                                                         |                                                         |                                     |                                     |                                                                                                 |                                                                                                 |                                                                                                 |                                                                                                 |                                                                                                 |                                                                                                 |  |  |                                                             |                                                             |                                                             |                                                             |                                                             |                                                             |  |  |                                                                                  |                                                                                  |                                                                                  |                                                                                  |                                                                                  |                                                                                  |  |  |                                                    |                                                    |                                                    |                                                    |                                                    |                                                    |           |           |                                                       |                                                       |                                                       |                                                       |                                                       |                                                       |                                      |                                      |                                      |                                      |                                      |                                      |                                     |                                     |                                     |                                     |                                     |                                     |  |  |  |  |  |  |  |  |  |  |  |  |  |  |  |  |  |  |  |  |  |  |  |  |  |  |  |  |
|  |  |                                                                                      |                                                                                      |                                                                                      |                                                                                      |                                                                                      |                                                                                      |                                             |                                             |                                                          |                                                          |                                                          |                                                          |                                                          |                                                          |             |             |                                                                                      |                                                                                      |                                                                                      |                                                                                      |                                                                                      |                                                                                      |  |  |                                           |                                           |                                                                                      |                                                                                      |                                                                                      |                                                                                      |                                                                                      |                                                                                      |  |  |                                                         |                                                         |                                                         |                                                         |                                                         |                                                         |                                     |                                     |                                                                                                 |                                                                                                 |                                                                                                 |                                                                                                 |                                                                                                 |                                                                                                 |  |  |                                                             |                                                             |                                                             |                                                             |                                                             |                                                             |  |  |                                                                                  |                                                                                  |                                                                                  |                                                                                  |                                                                                  |                                                                                  |  |  |                                                    |                                                    |                                                    |                                                    |                                                    |                                                    |           |           |                                                       |                                                       |                                                       |                                                       |                                                       |                                                       |                                      |                                      |                                      |                                      |                                      |                                      |                                     |                                     |                                     |                                     |                                     |                                     |  |  |  |  |  |  |  |  |  |  |  |  |  |  |  |  |  |  |  |  |  |  |  |  |  |  |  |  |
|  |  |                                                                                      |                                                                                      |                                                                                      |                                                                                      |                                                                                      |                                                                                      |                                             |                                             |                                                          |                                                          |                                                          |                                                          |                                                          |                                                          |             |             | Connexion chrétienne (en)                                                            | Connexion chrétienne (en)                                                            | Connexion chrétienne (en)                                                            | Connexion chrétienne (en)                                                            | Connexion chrétienne (en)                                                            | Connexion chrétienne (en)                                                            |  |  |                                           |                                           | La majorité des "Eglises chrétiennes" hors de la vallée de l'Ohio demeurent séparées | La majorité des "Eglises chrétiennes" hors de la vallée de l'Ohio demeurent séparées | La majorité des "Eglises chrétiennes" hors de la vallée de l'Ohio demeurent séparées | La majorité des "Eglises chrétiennes" hors de la vallée de l'Ohio demeurent séparées | La majorité des "Eglises chrétiennes" hors de la vallée de l'Ohio demeurent séparées | La majorité des "Eglises chrétiennes" hors de la vallée de l'Ohio demeurent séparées |  |  |                                                         |                                                         |                                                         |                                                         |                                                         |                                                         |                                     |                                     | La majorité des "chrétiens" (Stone) fusionne avec les "Disciples" (Campbell)                    | La majorité des "chrétiens" (Stone) fusionne avec les "Disciples" (Campbell)                    | La majorité des "chrétiens" (Stone) fusionne avec les "Disciples" (Campbell)                    | La majorité des "chrétiens" (Stone) fusionne avec les "Disciples" (Campbell)                    | La majorité des "chrétiens" (Stone) fusionne avec les "Disciples" (Campbell)                    | La majorité des "chrétiens" (Stone) fusionne avec les "Disciples" (Campbell)                    |  |  | Restoration Movement (Mouvement de restauration uni) (1832) | Restoration Movement (Mouvement de restauration uni) (1832) | Restoration Movement (Mouvement de restauration uni) (1832) | Restoration Movement (Mouvement de restauration uni) (1832) | Restoration Movement (Mouvement de restauration uni) (1832) | Restoration Movement (Mouvement de restauration uni) (1832) |  |  | "Racoon" John Smith (en) représente les "Disciples" lors de la réunion de fusion | "Racoon" John Smith (en) représente les "Disciples" lors de la réunion de fusion | "Racoon" John Smith (en) représente les "Disciples" lors de la réunion de fusion | "Racoon" John Smith (en) représente les "Disciples" lors de la réunion de fusion | "Racoon" John Smith (en) représente les "Disciples" lors de la réunion de fusion | "Racoon" John Smith (en) représente les "Disciples" lors de la réunion de fusion |  |  |                                                    |                                                    |                                                    |                                                    |                                                    |                                                    |           |           |                                                       |                                                       |                                                       |                                                       |                                                       |                                                       |                                      |                                      |                                      |                                      |                                      |                                      |                                     |                                     |                                     |                                     |                                     |                                     |  |  |  |  |  |  |  |  |  |  |  |  |  |  |  |  |  |  |  |  |  |  |  |  |  |  |  |  |
|  |  |                                                                                      |                                                                                      |                                                                                      |                                                                                      |                                                                                      |                                                                                      |                                             |                                             |                                                          |                                                          |                                                          |                                                          |                                                          |                                                          |             |             | Connexion chrétienne (en)                                                            | Connexion chrétienne (en)                                                            | Connexion chrétienne (en)                                                            | Connexion chrétienne (en)                                                            | Connexion chrétienne (en)                                                            | Connexion chrétienne (en)                                                            |  |  |                                           |                                           | La majorité des "Eglises chrétiennes" hors de la vallée de l'Ohio demeurent séparées | La majorité des "Eglises chrétiennes" hors de la vallée de l'Ohio demeurent séparées | La majorité des "Eglises chrétiennes" hors de la vallée de l'Ohio demeurent séparées | La majorité des "Eglises chrétiennes" hors de la vallée de l'Ohio demeurent séparées | La majorité des "Eglises chrétiennes" hors de la vallée de l'Ohio demeurent séparées | La majorité des "Eglises chrétiennes" hors de la vallée de l'Ohio demeurent séparées |  |  |                                                         |                                                         |                                                         |                                                         |                                                         |                                                         |                                     |                                     | La majorité des "chrétiens" (Stone) fusionne avec les "Disciples" (Campbell)                    | La majorité des "chrétiens" (Stone) fusionne avec les "Disciples" (Campbell)                    | La majorité des "chrétiens" (Stone) fusionne avec les "Disciples" (Campbell)                    | La majorité des "chrétiens" (Stone) fusionne avec les "Disciples" (Campbell)                    | La majorité des "chrétiens" (Stone) fusionne avec les "Disciples" (Campbell)                    | La majorité des "chrétiens" (Stone) fusionne avec les "Disciples" (Campbell)                    |  |  | Restoration Movement (Mouvement de restauration uni) (1832) | Restoration Movement (Mouvement de restauration uni) (1832) | Restoration Movement (Mouvement de restauration uni) (1832) | Restoration Movement (Mouvement de restauration uni) (1832) | Restoration Movement (Mouvement de restauration uni) (1832) | Restoration Movement (Mouvement de restauration uni) (1832) |  |  | "Racoon" John Smith (en) représente les "Disciples" lors de la réunion de fusion | "Racoon" John Smith (en) représente les "Disciples" lors de la réunion de fusion | "Racoon" John Smith (en) représente les "Disciples" lors de la réunion de fusion | "Racoon" John Smith (en) représente les "Disciples" lors de la réunion de fusion | "Racoon" John Smith (en) représente les "Disciples" lors de la réunion de fusion | "Racoon" John Smith (en) représente les "Disciples" lors de la réunion de fusion |  |  |                                                    |                                                    |                                                    |                                                    |                                                    |                                                    |           |           |                                                       |                                                       |                                                       |                                                       |                                                       |                                                       |                                      |                                      |                                      |                                      |                                      |                                      |                                     |                                     |                                     |                                     |                                     |                                     |  |  |  |  |  |  |  |  |  |  |  |  |  |  |  |  |  |  |  |  |  |  |  |  |  |  |  |  |
|  |  |                                                                                      |                                                                                      |                                                                                      |                                                                                      |                                                                                      |                                                                                      |                                             |                                             |                                                          |                                                          |                                                          |                                                          |                                                          |                                                          |             |             |                                                                                      |                                                                                      |                                                                                      |                                                                                      |                                                                                      |                                                                                      |  |  |                                           |                                           |                                                                                      |                                                                                      |                                                                                      |                                                                                      |                                                                                      |                                                                                      |  |  |                                                         |                                                         |                                                         |                                                         |                                                         |                                                         |                                     |                                     |                                                                                                 |                                                                                                 |                                                                                                 |                                                                                                 |                                                                                                 |                                                                                                 |  |  |                                                             |                                                             |                                                             |                                                             |                                                             |                                                             |  |  |                                                                                  |                                                                                  |                                                                                  |                                                                                  |                                                                                  |                                                                                  |  |  |                                                    |                                                    |                                                    |                                                    |                                                    |                                                    |           |           |                                                       |                                                       |                                                       |                                                       |                                                       |                                                       |                                      |                                      |                                      |                                      |                                      |                                      |                                     |                                     |                                     |                                     |                                     |                                     |  |  |  |  |  |  |  |  |  |  |  |  |  |  |  |  |  |  |  |  |  |  |  |  |  |  |  |  |
|  |  |                                                                                      |                                                                                      |                                                                                      |                                                                                      |                                                                                      |                                                                                      |                                             |                                             |                                                          |                                                          |                                                          |                                                          |                                                          |                                                          |             |             |                                                                                      |                                                                                      |                                                                                      |                                                                                      |                                                                                      |                                                                                      |  |  |                                           |                                           | Société missionnaire chrétienne américaine (ACMS) (en) (1849)                        | Société missionnaire chrétienne américaine (ACMS) (en) (1849)                        | Société missionnaire chrétienne américaine (ACMS) (en) (1849)                        | Société missionnaire chrétienne américaine (ACMS) (en) (1849)                        | Société missionnaire chrétienne américaine (ACMS) (en) (1849)                        | Société missionnaire chrétienne américaine (ACMS) (en) (1849)                        |  |  | General Convention (1849)                               | General Convention (1849)                               | General Convention (1849)                               | General Convention (1849)                               | General Convention (1849)                               | General Convention (1849)                               |                                     |                                     | Des sociétés missionnaires dirigées par des conventions se forment dans une partie du Mouvement | Des sociétés missionnaires dirigées par des conventions se forment dans une partie du Mouvement | Des sociétés missionnaires dirigées par des conventions se forment dans une partie du Mouvement | Des sociétés missionnaires dirigées par des conventions se forment dans une partie du Mouvement | Des sociétés missionnaires dirigées par des conventions se forment dans une partie du Mouvement | Des sociétés missionnaires dirigées par des conventions se forment dans une partie du Mouvement |  |  |                                                             |                                                             |                                                             |                                                             |                                                             |                                                             |  |  |                                                                                  |                                                                                  |                                                                                  |                                                                                  |                                                                                  |                                                                                  |  |  |                                                    |                                                    |                                                    |                                                    |                                                    |                                                    |           |           |                                                       |                                                       |                                                       |                                                       |                                                       |                                                       |                                      |                                      |                                      |                                      |                                      |                                      |                                     |                                     |                                     |                                     |                                     |                                     |  |  |  |  |  |  |  |  |  |  |  |  |  |  |  |  |  |  |  |  |  |  |  |  |  |  |  |  |
|  |  |                                                                                      |                                                                                      |                                                                                      |                                                                                      |                                                                                      |                                                                                      |                                             |                                             |                                                          |                                                          |                                                          |                                                          |                                                          |                                                          |             |             |                                                                                      |                                                                                      |                                                                                      |                                                                                      |                                                                                      |                                                                                      |  |  |                                           |                                           | Société missionnaire chrétienne américaine (ACMS) (en) (1849)                        | Société missionnaire chrétienne américaine (ACMS) (en) (1849)                        | Société missionnaire chrétienne américaine (ACMS) (en) (1849)                        | Société missionnaire chrétienne américaine (ACMS) (en) (1849)                        | Société missionnaire chrétienne américaine (ACMS) (en) (1849)                        | Société missionnaire chrétienne américaine (ACMS) (en) (1849)                        |  |  | General Convention (1849)                               | General Convention (1849)                               | General Convention (1849)                               | General Convention (1849)                               | General Convention (1849)                               | General Convention (1849)                               |                                     |                                     | Des sociétés missionnaires dirigées par des conventions se forment dans une partie du Mouvement | Des sociétés missionnaires dirigées par des conventions se forment dans une partie du Mouvement | Des sociétés missionnaires dirigées par des conventions se forment dans une partie du Mouvement | Des sociétés missionnaires dirigées par des conventions se forment dans une partie du Mouvement | Des sociétés missionnaires dirigées par des conventions se forment dans une partie du Mouvement | Des sociétés missionnaires dirigées par des conventions se forment dans une partie du Mouvement |  |  |                                                             |                                                             |                                                             |                                                             |                                                             |                                                             |  |  |                                                                                  |                                                                                  |                                                                                  |                                                                                  |                                                                                  |                                                                                  |  |  |                                                    |                                                    |                                                    |                                                    |                                                    |                                                    |           |           |                                                       |                                                       |                                                       |                                                       |                                                       |                                                       |                                      |                                      |                                      |                                      |                                      |                                      |                                     |                                     |                                     |                                     |                                     |                                     |  |  |  |  |  |  |  |  |  |  |  |  |  |  |  |  |  |  |  |  |  |  |  |  |  |  |  |  |
|  |  |                                                                                      |                                                                                      |                                                                                      |                                                                                      |                                                                                      |                                                                                      |                                             |                                             |                                                          |                                                          |                                                          |                                                          |                                                          |                                                          |             |             |                                                                                      |                                                                                      |                                                                                      |                                                                                      |                                                                                      |                                                                                      |  |  |                                           |                                           |                                                                                      |                                                                                      |                                                                                      |                                                                                      |                                                                                      |                                                                                      |  |  |                                                         |                                                         |                                                         |                                                         |                                                         |                                                         |                                     |                                     |                                                                                                 |                                                                                                 |                                                                                                 |                                                                                                 |                                                                                                 |                                                                                                 |  |  |                                                             |                                                             |                                                             |                                                             |                                                             |                                                             |  |  |                                                                                  |                                                                                  |                                                                                  |                                                                                  |                                                                                  |                                                                                  |  |  |                                                    |                                                    |                                                    |                                                    |                                                    |                                                    |           |           |                                                       |                                                       |                                                       |                                                       |                                                       |                                                       |                                      |                                      |                                      |                                      |                                      |                                      |                                     |                                     |                                     |                                     |                                     |                                     |  |  |  |  |  |  |  |  |  |  |  |  |  |  |  |  |  |  |  |  |  |  |  |  |  |  |  |  |
|  |  |                                                                                      |                                                                                      |                                                                                      |                                                                                      |                                                                                      |                                                                                      |                                             |                                             | Congregational Churches (en)                             | Congregational Churches (en)                             | Congregational Churches (en)                             | Congregational Churches (en)                             | Congregational Churches (en)                             | Congregational Churches (en)                             |             |             |                                                                                      |                                                                                      |                                                                                      |                                                                                      |                                                                                      |                                                                                      |  |  |                                           |                                           | Sté Missions Femmes chrétiennes (CWBM) (en) (1874)                                   | Sté Missions Femmes chrétiennes (CWBM) (en) (1874)                                   | Sté Missions Femmes chrétiennes (CWBM) (en) (1874)                                   | Sté Missions Femmes chrétiennes (CWBM) (en) (1874)                                   | Sté Missions Femmes chrétiennes (CWBM) (en) (1874)                                   | Sté Missions Femmes chrétiennes (CWBM) (en) (1874)                                   |  |  |                                                         |                                                         |                                                         |                                                         |                                                         |                                                         |                                     |                                     |                                                                                                 |                                                                                                 |                                                                                                 |                                                                                                 |                                                                                                 |                                                                                                 |  |  |                                                             |                                                             |                                                             |                                                             |                                                             |                                                             |  |  |                                                                                  |                                                                                  |                                                                                  |                                                                                  |                                                                                  |                                                                                  |  |  |                                                    |                                                    |                                                    |                                                    |                                                    |                                                    |           |           |                                                       |                                                       |                                                       |                                                       |                                                       |                                                       |                                      |                                      |                                      |                                      |                                      |                                      |                                     |                                     |                                     |                                     |                                     |                                     |  |  |  |  |  |  |  |  |  |  |  |  |  |  |  |  |  |  |  |  |  |  |  |  |  |  |  |  |
|  |  |                                                                                      |                                                                                      |                                                                                      |                                                                                      |                                                                                      |                                                                                      |                                             |                                             | Congregational Churches (en)                             | Congregational Churches (en)                             | Congregational Churches (en)                             | Congregational Churches (en)                             | Congregational Churches (en)                             | Congregational Churches (en)                             |             |             |                                                                                      |                                                                                      |                                                                                      |                                                                                      |                                                                                      |                                                                                      |  |  |                                           |                                           | Sté Missions Femmes chrétiennes (CWBM) (en) (1874)                                   | Sté Missions Femmes chrétiennes (CWBM) (en) (1874)                                   | Sté Missions Femmes chrétiennes (CWBM) (en) (1874)                                   | Sté Missions Femmes chrétiennes (CWBM) (en) (1874)                                   | Sté Missions Femmes chrétiennes (CWBM) (en) (1874)                                   | Sté Missions Femmes chrétiennes (CWBM) (en) (1874)                                   |  |  |                                                         |                                                         |                                                         |                                                         |                                                         |                                                         |                                     |                                     |                                                                                                 |                                                                                                 |                                                                                                 |                                                                                                 |                                                                                                 |                                                                                                 |  |  |                                                             |                                                             |                                                             |                                                             |                                                             |                                                             |  |  |                                                                                  |                                                                                  |                                                                                  |                                                                                  |                                                                                  |                                                                                  |  |  |                                                    |                                                    |                                                    |                                                    |                                                    |                                                    |           |           |                                                       |                                                       |                                                       |                                                       |                                                       |                                                       |                                      |                                      |                                      |                                      |                                      |                                      |                                     |                                     |                                     |                                     |                                     |                                     |  |  |  |  |  |  |  |  |  |  |  |  |  |  |  |  |  |  |  |  |  |  |  |  |  |  |  |  |
|  |  |                                                                                      |                                                                                      |                                                                                      |                                                                                      |                                                                                      |                                                                                      |                                             |                                             |                                                          |                                                          |                                                          |                                                          |                                                          |                                                          |             |             |                                                                                      |                                                                                      |                                                                                      |                                                                                      |                                                                                      |                                                                                      |  |  |                                           |                                           |                                                                                      |                                                                                      |                                                                                      |                                                                                      |                                                                                      |                                                                                      |  |  |                                                         |                                                         |                                                         |                                                         |                                                         |                                                         |                                     |                                     |                                                                                                 |                                                                                                 |                                                                                                 |                                                                                                 |                                                                                                 |                                                                                                 |  |  |                                                             |                                                             |                                                             |                                                             |                                                             |                                                             |  |  |                                                                                  |                                                                                  |                                                                                  |                                                                                  |                                                                                  |                                                                                  |  |  |                                                    |                                                    |                                                    |                                                    |                                                    |                                                    |           |           |                                                       |                                                       |                                                       |                                                       |                                                       |                                                       |                                      |                                      |                                      |                                      |                                      |                                      |                                     |                                     |                                     |                                     |                                     |                                     |  |  |  |  |  |  |  |  |  |  |  |  |  |  |  |  |  |  |  |  |  |  |  |  |  |  |  |  |
|  |  |                                                                                      |                                                                                      |                                                                                      |                                                                                      |                                                                                      |                                                                                      |                                             |                                             |                                                          |                                                          |                                                          |                                                          |                                                          |                                                          |             |             |                                                                                      |                                                                                      |                                                                                      |                                                                                      |                                                                                      |                                                                                      |  |  |                                           |                                           |                                                                                      |                                                                                      |                                                                                      |                                                                                      |                                                                                      |                                                                                      |  |  |                                                         |                                                         |                                                         |                                                         |                                                         |                                                         |                                     |                                     |                                                                                                 |                                                                                                 |                                                                                                 |                                                                                                 |                                                                                                 |                                                                                                 |  |  |                                                             |                                                             |                                                             |                                                             |                                                             |                                                             |  |  |                                                                                  |                                                                                  |                                                                                  |                                                                                  |                                                                                  |                                                                                  |  |  |                                                    |                                                    |                                                    |                                                    |                                                    |                                                    |           |           |                                                       |                                                       |                                                       |                                                       |                                                       |                                                       |                                      |                                      |                                      |                                      |                                      |                                      |                                     |                                     |                                     |                                     |                                     |                                     |  |  |  |  |  |  |  |  |  |  |  |  |  |  |  |  |  |  |  |  |  |  |  |  |  |  |  |  |
|  |  | Les congregationalistes, méthodistes canadiens et presbytériens canadiens fusionnent | Les congregationalistes, méthodistes canadiens et presbytériens canadiens fusionnent | Les congregationalistes, méthodistes canadiens et presbytériens canadiens fusionnent | Les congregationalistes, méthodistes canadiens et presbytériens canadiens fusionnent | Les congregationalistes, méthodistes canadiens et presbytériens canadiens fusionnent | Les congregationalistes, méthodistes canadiens et presbytériens canadiens fusionnent |                                             |                                             |                                                          |                                                          |                                                          |                                                          |                                                          |                                                          |             |             |                                                                                      |                                                                                      |                                                                                      |                                                                                      |                                                                                      |                                                                                      |  |  |                                           |                                           | Sté chrétienne des Missions étrangères (FCMS) (en) (1876)                            | Sté chrétienne des Missions étrangères (FCMS) (en) (1876)                            | Sté chrétienne des Missions étrangères (FCMS) (en) (1876)                            | Sté chrétienne des Missions étrangères (FCMS) (en) (1876)                            | Sté chrétienne des Missions étrangères (FCMS) (en) (1876)                            | Sté chrétienne des Missions étrangères (FCMS) (en) (1876)                            |  |  |                                                         |                                                         |                                                         |                                                         |                                                         |                                                         |                                     |                                     |                                                                                                 |                                                                                                 |                                                                                                 |                                                                                                 |                                                                                                 |                                                                                                 |  |  |                                                             |                                                             |                                                             |                                                             |                                                             |                                                             |  |  | Churches of Christ recognized as separate group                                  | Churches of Christ recognized as separate group                                  | Churches of Christ recognized as separate group                                  | Churches of Christ recognized as separate group                                  | Churches of Christ recognized as separate group                                  | Churches of Christ recognized as separate group                                  |  |  | Églises du Christ (1906)                           | Églises du Christ (1906)                           | Églises du Christ (1906)                           | Églises du Christ (1906)                           | Églises du Christ (1906)                           | Églises du Christ (1906)                           |           |           |                                                       |                                                       |                                                       |                                                       |                                                       |                                                       |                                      |                                      |                                      |                                      |                                      |                                      |                                     |                                     |                                     |                                     |                                     |                                     |  |  |  |  |  |  |  |  |  |  |  |  |  |  |  |  |  |  |  |  |  |  |  |  |  |  |  |  |
|  |  | Les congregationalistes, méthodistes canadiens et presbytériens canadiens fusionnent | Les congregationalistes, méthodistes canadiens et presbytériens canadiens fusionnent | Les congregationalistes, méthodistes canadiens et presbytériens canadiens fusionnent | Les congregationalistes, méthodistes canadiens et presbytériens canadiens fusionnent | Les congregationalistes, méthodistes canadiens et presbytériens canadiens fusionnent | Les congregationalistes, méthodistes canadiens et presbytériens canadiens fusionnent |                                             |                                             |                                                          |                                                          |                                                          |                                                          |                                                          |                                                          |             |             |                                                                                      |                                                                                      |                                                                                      |                                                                                      |                                                                                      |                                                                                      |  |  |                                           |                                           | Sté chrétienne des Missions étrangères (FCMS) (en) (1876)                            | Sté chrétienne des Missions étrangères (FCMS) (en) (1876)                            | Sté chrétienne des Missions étrangères (FCMS) (en) (1876)                            | Sté chrétienne des Missions étrangères (FCMS) (en) (1876)                            | Sté chrétienne des Missions étrangères (FCMS) (en) (1876)                            | Sté chrétienne des Missions étrangères (FCMS) (en) (1876)                            |  |  |                                                         |                                                         |                                                         |                                                         |                                                         |                                                         |                                     |                                     |                                                                                                 |                                                                                                 |                                                                                                 |                                                                                                 |                                                                                                 |                                                                                                 |  |  |                                                             |                                                             |                                                             |                                                             |                                                             |                                                             |  |  | Churches of Christ recognized as separate group                                  | Churches of Christ recognized as separate group                                  | Churches of Christ recognized as separate group                                  | Churches of Christ recognized as separate group                                  | Churches of Christ recognized as separate group                                  | Churches of Christ recognized as separate group                                  |  |  | Églises du Christ (1906)                           | Églises du Christ (1906)                           | Églises du Christ (1906)                           | Églises du Christ (1906)                           | Églises du Christ (1906)                           | Églises du Christ (1906)                           |           |           |                                                       |                                                       |                                                       |                                                       |                                                       |                                                       |                                      |                                      |                                      |                                      |                                      |                                      |                                     |                                     |                                     |                                     |                                     |                                     |  |  |  |  |  |  |  |  |  |  |  |  |  |  |  |  |  |  |  |  |  |  |  |  |  |  |  |  |
|  |  |                                                                                      |                                                                                      |                                                                                      |                                                                                      |                                                                                      |                                                                                      |                                             |                                             |                                                          |                                                          |                                                          |                                                          |                                                          |                                                          |             |             |                                                                                      |                                                                                      |                                                                                      |                                                                                      |                                                                                      |                                                                                      |  |  |                                           |                                           |                                                                                      |                                                                                      |                                                                                      |                                                                                      |                                                                                      |                                                                                      |  |  |                                                         |                                                         |                                                         |                                                         |                                                         |                                                         |                                     |                                     |                                                                                                 |                                                                                                 |                                                                                                 |                                                                                                 |                                                                                                 |                                                                                                 |  |  |                                                             |                                                             |                                                             |                                                             |                                                             |                                                             |  |  |                                                                                  |                                                                                  |                                                                                  |                                                                                  |                                                                                  |                                                                                  |  |  |                                                    |                                                    |                                                    |                                                    |                                                    |                                                    |           |           |                                                       |                                                       |                                                       |                                                       |                                                       |                                                       |                                      |                                      |                                      |                                      |                                      |                                      |                                     |                                     |                                     |                                     |                                     |                                     |  |  |  |  |  |  |  |  |  |  |  |  |  |  |  |  |  |  |  |  |  |  |  |  |  |  |  |  |
|  |  |                                                                                      |                                                                                      |                                                                                      |                                                                                      |                                                                                      |                                                                                      |                                             |                                             |                                                          |                                                          |                                                          |                                                          |                                                          |                                                          |             |             |                                                                                      |                                                                                      |                                                                                      |                                                                                      |                                                                                      |                                                                                      |  |  |                                           |                                           |                                                                                      |                                                                                      |                                                                                      |                                                                                      |                                                                                      |                                                                                      |  |  |                                                         |                                                         |                                                         |                                                         |                                                         |                                                         |                                     |                                     |                                                                                                 |                                                                                                 |                                                                                                 |                                                                                                 |                                                                                                 |                                                                                                 |  |  |                                                             |                                                             |                                                             |                                                             |                                                             |                                                             |  |  |                                                                                  |                                                                                  |                                                                                  |                                                                                  |                                                                                  |                                                                                  |  |  |                                                    |                                                    |                                                    |                                                    |                                                    |                                                    |           |           |                                                       |                                                       |                                                       |                                                       |                                                       |                                                       |                                      |                                      |                                      |                                      |                                      |                                      |                                     |                                     |                                     |                                     |                                     |                                     |  |  |  |  |  |  |  |  |  |  |  |  |  |  |  |  |  |  |  |  |  |  |  |  |  |  |  |  |
|  |  | Église unie du Canada (1925)                                                         | Église unie du Canada (1925)                                                         | Église unie du Canada (1925)                                                         | Église unie du Canada (1925)                                                         | Église unie du Canada (1925)                                                         | Église unie du Canada (1925)                                                         |                                             |                                             |                                                          |                                                          |                                                          |                                                          |                                                          |                                                          |             |             | Églises chrétiennes congrégation- nalistes (en) (1931)                               | Églises chrétiennes congrégation- nalistes (en) (1931)                               | Églises chrétiennes congrégation- nalistes (en) (1931)                               | Églises chrétiennes congrégation- nalistes (en) (1931)                               | Églises chrétiennes congrégation- nalistes (en) (1931)                               | Églises chrétiennes congrégation- nalistes (en) (1931)                               |  |  |                                           |                                           |                                                                                      |                                                                                      |                                                                                      |                                                                                      |                                                                                      |                                                                                      |  |  | International Convention (1917)                         | International Convention (1917)                         | International Convention (1917)                         | International Convention (1917)                         | International Convention (1917)                         | International Convention (1917)                         |                                     |                                     | Réorganisation de la Convention; les sociétés missionnaires fusionnent peu après                | Réorganisation de la Convention; les sociétés missionnaires fusionnent peu après                | Réorganisation de la Convention; les sociétés missionnaires fusionnent peu après                | Réorganisation de la Convention; les sociétés missionnaires fusionnent peu après                | Réorganisation de la Convention; les sociétés missionnaires fusionnent peu après                | Réorganisation de la Convention; les sociétés missionnaires fusionnent peu après                |  |  |                                                             |                                                             |                                                             |                                                             |                                                             |                                                             |  |  |                                                                                  |                                                                                  |                                                                                  |                                                                                  |                                                                                  |                                                                                  |  |  |                                                    |                                                    |                                                    |                                                    |                                                    |                                                    |           |           |                                                       |                                                       |                                                       |                                                       |                                                       |                                                       |                                      |                                      |                                      |                                      |                                      |                                      |                                     |                                     |                                     |                                     |                                     |                                     |  |  |  |  |  |  |  |  |  |  |  |  |  |  |  |  |  |  |  |  |  |  |  |  |  |  |  |  |
|  |  | Église unie du Canada (1925)                                                         | Église unie du Canada (1925)                                                         | Église unie du Canada (1925)                                                         | Église unie du Canada (1925)                                                         | Église unie du Canada (1925)                                                         | Église unie du Canada (1925)                                                         |                                             |                                             |                                                          |                                                          |                                                          |                                                          |                                                          |                                                          |             |             | Églises chrétiennes congrégation- nalistes (en) (1931)                               | Églises chrétiennes congrégation- nalistes (en) (1931)                               | Églises chrétiennes congrégation- nalistes (en) (1931)                               | Églises chrétiennes congrégation- nalistes (en) (1931)                               | Églises chrétiennes congrégation- nalistes (en) (1931)                               | Églises chrétiennes congrégation- nalistes (en) (1931)                               |  |  |                                           |                                           |                                                                                      |                                                                                      |                                                                                      |                                                                                      |                                                                                      |                                                                                      |  |  | International Convention (1917)                         | International Convention (1917)                         | International Convention (1917)                         | International Convention (1917)                         | International Convention (1917)                         | International Convention (1917)                         |                                     |                                     | Réorganisation de la Convention; les sociétés missionnaires fusionnent peu après                | Réorganisation de la Convention; les sociétés missionnaires fusionnent peu après                | Réorganisation de la Convention; les sociétés missionnaires fusionnent peu après                | Réorganisation de la Convention; les sociétés missionnaires fusionnent peu après                | Réorganisation de la Convention; les sociétés missionnaires fusionnent peu après                | Réorganisation de la Convention; les sociétés missionnaires fusionnent peu après                |  |  |                                                             |                                                             |                                                             |                                                             |                                                             |                                                             |  |  |                                                                                  |                                                                                  |                                                                                  |                                                                                  |                                                                                  |                                                                                  |  |  |                                                    |                                                    |                                                    |                                                    |                                                    |                                                    |           |           |                                                       |                                                       |                                                       |                                                       |                                                       |                                                       |                                      |                                      |                                      |                                      |                                      |                                      |                                     |                                     |                                     |                                     |                                     |                                     |  |  |  |  |  |  |  |  |  |  |  |  |  |  |  |  |  |  |  |  |  |  |  |  |  |  |  |  |
|  |  |                                                                                      |                                                                                      |                                                                                      |                                                                                      |                                                                                      |                                                                                      |                                             |                                             |                                                          |                                                          |                                                          |                                                          |                                                          |                                                          |             |             |                                                                                      |                                                                                      |                                                                                      |                                                                                      |                                                                                      |                                                                                      |  |  |                                           |                                           |                                                                                      |                                                                                      |                                                                                      |                                                                                      |                                                                                      |                                                                                      |  |  |                                                         |                                                         |                                                         |                                                         |                                                         |                                                         |                                     |                                     |                                                                                                 |                                                                                                 |                                                                                                 |                                                                                                 |                                                                                                 |                                                                                                 |  |  |                                                             |                                                             |                                                             |                                                             |                                                             |                                                             |  |  |                                                                                  |                                                                                  |                                                                                  |                                                                                  |                                                                                  |                                                                                  |  |  |                                                    |                                                    |                                                    |                                                    |                                                    |                                                    |           |           |                                                       |                                                       |                                                       |                                                       |                                                       |                                                       |                                      |                                      |                                      |                                      |                                      |                                      |                                     |                                     |                                     |                                     |                                     |                                     |  |  |  |  |  |  |  |  |  |  |  |  |  |  |  |  |  |  |  |  |  |  |  |  |  |  |  |  |
|  |  |                                                                                      |                                                                                      |                                                                                      |                                                                                      |                                                                                      |                                                                                      |                                             |                                             |                                                          |                                                          |                                                          |                                                          |                                                          |                                                          |             |             |                                                                                      |                                                                                      |                                                                                      |                                                                                      |                                                                                      |                                                                                      |  |  |                                           |                                           |                                                                                      |                                                                                      |                                                                                      |                                                                                      |                                                                                      |                                                                                      |  |  |                                                         |                                                         |                                                         |                                                         |                                                         |                                                         |                                     |                                     |                                                                                                 |                                                                                                 |                                                                                                 |                                                                                                 |                                                                                                 |                                                                                                 |  |  |                                                             |                                                             |                                                             |                                                             |                                                             |                                                             |  |  |                                                                                  |                                                                                  |                                                                                  |                                                                                  |                                                                                  |                                                                                  |  |  |                                                    |                                                    |                                                    |                                                    |                                                    |                                                    |           |           |                                                       |                                                       |                                                       |                                                       |                                                       |                                                       |                                      |                                      |                                      |                                      |                                      |                                      |                                     |                                     |                                     |                                     |                                     |                                     |  |  |  |  |  |  |  |  |  |  |  |  |  |  |  |  |  |  |  |  |  |  |  |  |  |  |  |  |
|  |  |                                                                                      |                                                                                      |                                                                                      |                                                                                      |                                                                                      |                                                                                      |                                             |                                             | Evangelical and Reformed Church (en)                     | Evangelical and Reformed Church (en)                     | Evangelical and Reformed Church (en)                     | Evangelical and Reformed Church (en)                     | Evangelical and Reformed Church (en)                     | Evangelical and Reformed Church (en)                     |             |             |                                                                                      |                                                                                      |                                                                                      |                                                                                      |                                                                                      |                                                                                      |  |  |                                           |                                           | United Christian Missionary Society (1919)                                           | United Christian Missionary Society (1919)                                           | United Christian Missionary Society (1919)                                           | United Christian Missionary Society (1919)                                           | United Christian Missionary Society (1919)                                           | United Christian Missionary Society (1919)                                           |  |  |                                                         |                                                         |                                                         |                                                         |                                                         |                                                         |                                     |                                     | La formation de la NACC initie la séparation des indépendants                                   | La formation de la NACC initie la séparation des indépendants                                   | La formation de la NACC initie la séparation des indépendants                                   | La formation de la NACC initie la séparation des indépendants                                   | La formation de la NACC initie la séparation des indépendants                                   | La formation de la NACC initie la séparation des indépendants                                   |  |  | Convention chrétienne nord-américaine (en) (NACC) (1926)    | Convention chrétienne nord-américaine (en) (NACC) (1926)    | Convention chrétienne nord-américaine (en) (NACC) (1926)    | Convention chrétienne nord-américaine (en) (NACC) (1926)    | Convention chrétienne nord-américaine (en) (NACC) (1926)    | Convention chrétienne nord-américaine (en) (NACC) (1926)    |  |  |                                                                                  |                                                                                  |                                                                                  |                                                                                  |                                                                                  |                                                                                  |  |  |                                                    |                                                    |                                                    |                                                    |                                                    |                                                    |           |           |                                                       |                                                       |                                                       |                                                       |                                                       |                                                       |                                      |                                      |                                      |                                      |                                      |                                      |                                     |                                     |                                     |                                     |                                     |                                     |  |  |  |  |  |  |  |  |  |  |  |  |  |  |  |  |  |  |  |  |  |  |  |  |  |  |  |  |
|  |  |                                                                                      |                                                                                      |                                                                                      |                                                                                      |                                                                                      |                                                                                      |                                             |                                             | Evangelical and Reformed Church (en)                     | Evangelical and Reformed Church (en)                     | Evangelical and Reformed Church (en)                     | Evangelical and Reformed Church (en)                     | Evangelical and Reformed Church (en)                     | Evangelical and Reformed Church (en)                     |             |             |                                                                                      |                                                                                      |                                                                                      |                                                                                      |                                                                                      |                                                                                      |  |  |                                           |                                           | United Christian Missionary Society (1919)                                           | United Christian Missionary Society (1919)                                           | United Christian Missionary Society (1919)                                           | United Christian Missionary Society (1919)                                           | United Christian Missionary Society (1919)                                           | United Christian Missionary Society (1919)                                           |  |  |                                                         |                                                         |                                                         |                                                         |                                                         |                                                         |                                     |                                     | La formation de la NACC initie la séparation des indépendants                                   | La formation de la NACC initie la séparation des indépendants                                   | La formation de la NACC initie la séparation des indépendants                                   | La formation de la NACC initie la séparation des indépendants                                   | La formation de la NACC initie la séparation des indépendants                                   | La formation de la NACC initie la séparation des indépendants                                   |  |  | Convention chrétienne nord-américaine (en) (NACC) (1926)    | Convention chrétienne nord-américaine (en) (NACC) (1926)    | Convention chrétienne nord-américaine (en) (NACC) (1926)    | Convention chrétienne nord-américaine (en) (NACC) (1926)    | Convention chrétienne nord-américaine (en) (NACC) (1926)    | Convention chrétienne nord-américaine (en) (NACC) (1926)    |  |  |                                                                                  |                                                                                  |                                                                                  |                                                                                  |                                                                                  |                                                                                  |  |  |                                                    |                                                    |                                                    |                                                    |                                                    |                                                    |           |           |                                                       |                                                       |                                                       |                                                       |                                                       |                                                       |                                      |                                      |                                      |                                      |                                      |                                      |                                     |                                     |                                     |                                     |                                     |                                     |  |  |  |  |  |  |  |  |  |  |  |  |  |  |  |  |  |  |  |  |  |  |  |  |  |  |  |  |
|  |  |                                                                                      |                                                                                      |                                                                                      |                                                                                      |                                                                                      |                                                                                      |                                             |                                             |                                                          |                                                          |                                                          |                                                          |                                                          |                                                          |             |             |                                                                                      |                                                                                      |                                                                                      |                                                                                      |                                                                                      |                                                                                      |  |  |                                           |                                           |                                                                                      |                                                                                      |                                                                                      |                                                                                      |                                                                                      |                                                                                      |  |  |                                                         |                                                         |                                                         |                                                         |                                                         |                                                         |                                     |                                     |                                                                                                 |                                                                                                 |                                                                                                 |                                                                                                 |                                                                                                 |                                                                                                 |  |  |                                                             |                                                             |                                                             |                                                             |                                                             |                                                             |  |  |                                                                                  |                                                                                  |                                                                                  |                                                                                  |                                                                                  |                                                                                  |  |  |                                                    |                                                    |                                                    |                                                    |                                                    |                                                    |           |           |                                                       |                                                       |                                                       |                                                       |                                                       |                                                       |                                      |                                      |                                      |                                      |                                      |                                      |                                     |                                     |                                     |                                     |                                     |                                     |  |  |  |  |  |  |  |  |  |  |  |  |  |  |  |  |  |  |  |  |  |  |  |  |  |  |  |  |
|  |  |                                                                                      |                                                                                      |                                                                                      |                                                                                      |                                                                                      |                                                                                      |                                             |                                             |                                                          |                                                          |                                                          |                                                          |                                                          |                                                          |             |             |                                                                                      |                                                                                      |                                                                                      |                                                                                      |                                                                                      |                                                                                      |  |  |                                           |                                           |                                                                                      |                                                                                      |                                                                                      |                                                                                      |                                                                                      |                                                                                      |  |  |                                                         |                                                         |                                                         |                                                         |                                                         |                                                         |                                     |                                     |                                                                                                 |                                                                                                 |                                                                                                 |                                                                                                 |                                                                                                 |                                                                                                 |  |  |                                                             |                                                             |                                                             |                                                             |                                                             |                                                             |  |  |                                                                                  |                                                                                  |                                                                                  |                                                                                  |                                                                                  |                                                                                  |  |  |                                                    |                                                    |                                                    |                                                    |                                                    |                                                    |           |           |                                                       |                                                       |                                                       |                                                       |                                                       |                                                       |                                      |                                      |                                      |                                      |                                      |                                      |                                     |                                     |                                     |                                     |                                     |                                     |  |  |  |  |  |  |  |  |  |  |  |  |  |  |  |  |  |  |  |  |  |  |  |  |  |  |  |  |
|  |  |                                                                                      |                                                                                      |                                                                                      |                                                                                      |                                                                                      |                                                                                      |                                             |                                             |                                                          |                                                          |                                                          |                                                          |                                                          |                                                          |             |             | Église unie du Christ (1957)                                                         | Église unie du Christ (1957)                                                         | Église unie du Christ (1957)                                                         | Église unie du Christ (1957)                                                         | Église unie du Christ (1957)                                                         | Église unie du Christ (1957)                                                         |  |  |                                           |                                           | Les Disciples officiellement reconnus comme dénomination séparée                     | Les Disciples officiellement reconnus comme dénomination séparée                     | Les Disciples officiellement reconnus comme dénomination séparée                     | Les Disciples officiellement reconnus comme dénomination séparée                     | Les Disciples officiellement reconnus comme dénomination séparée                     | Les Disciples officiellement reconnus comme dénomination séparée                     |  |  | Église chrétienne des Disciples du Christ(ECDDC) (1968) | Église chrétienne des Disciples du Christ(ECDDC) (1968) | Église chrétienne des Disciples du Christ(ECDDC) (1968) | Église chrétienne des Disciples du Christ(ECDDC) (1968) | Église chrétienne des Disciples du Christ(ECDDC) (1968) | Église chrétienne des Disciples du Christ(ECDDC) (1968) |                                     |                                     | Les églises indépendantes se retirent de l'ECDDC et sont reconnus séparés en 1971               | Les églises indépendantes se retirent de l'ECDDC et sont reconnus séparés en 1971               | Les églises indépendantes se retirent de l'ECDDC et sont reconnus séparés en 1971               | Les églises indépendantes se retirent de l'ECDDC et sont reconnus séparés en 1971               | Les églises indépendantes se retirent de l'ECDDC et sont reconnus séparés en 1971               | Les églises indépendantes se retirent de l'ECDDC et sont reconnus séparés en 1971               |  |  | Christian Churches and Churches of Christ (1971)            | Christian Churches and Churches of Christ (1971)            | Christian Churches and Churches of Christ (1971)            | Christian Churches and Churches of Christ (1971)            | Christian Churches and Churches of Christ (1971)            | Christian Churches and Churches of Christ (1971)            |  |  |                                                                                  |                                                                                  |                                                                                  |                                                                                  |                                                                                  |                                                                                  |  |  |                                                    |                                                    |                                                    |                                                    |                                                    |                                                    |           |           | Churches of Christ (non-institutional) (c. 1960)      | Churches of Christ (non-institutional) (c. 1960)      | Churches of Christ (non-institutional) (c. 1960)      | Churches of Christ (non-institutional) (c. 1960)      | Churches of Christ (non-institutional) (c. 1960)      | Churches of Christ (non-institutional) (c. 1960)      |                                      |                                      |                                      |                                      |                                      |                                      |                                     |                                     |                                     |                                     |                                     |                                     |  |  |  |  |  |  |  |  |  |  |  |  |  |  |  |  |  |  |  |  |  |  |  |  |  |  |  |  |
|  |  |                                                                                      |                                                                                      |                                                                                      |                                                                                      |                                                                                      |                                                                                      |                                             |                                             |                                                          |                                                          |                                                          |                                                          |                                                          |                                                          |             |             | Église unie du Christ (1957)                                                         | Église unie du Christ (1957)                                                         | Église unie du Christ (1957)                                                         | Église unie du Christ (1957)                                                         | Église unie du Christ (1957)                                                         | Église unie du Christ (1957)                                                         |  |  |                                           |                                           | Les Disciples officiellement reconnus comme dénomination séparée                     | Les Disciples officiellement reconnus comme dénomination séparée                     | Les Disciples officiellement reconnus comme dénomination séparée                     | Les Disciples officiellement reconnus comme dénomination séparée                     | Les Disciples officiellement reconnus comme dénomination séparée                     | Les Disciples officiellement reconnus comme dénomination séparée                     |  |  | Église chrétienne des Disciples du Christ(ECDDC) (1968) | Église chrétienne des Disciples du Christ(ECDDC) (1968) | Église chrétienne des Disciples du Christ(ECDDC) (1968) | Église chrétienne des Disciples du Christ(ECDDC) (1968) | Église chrétienne des Disciples du Christ(ECDDC) (1968) | Église chrétienne des Disciples du Christ(ECDDC) (1968) |                                     |                                     | Les églises indépendantes se retirent de l'ECDDC et sont reconnus séparés en 1971               | Les églises indépendantes se retirent de l'ECDDC et sont reconnus séparés en 1971               | Les églises indépendantes se retirent de l'ECDDC et sont reconnus séparés en 1971               | Les églises indépendantes se retirent de l'ECDDC et sont reconnus séparés en 1971               | Les églises indépendantes se retirent de l'ECDDC et sont reconnus séparés en 1971               | Les églises indépendantes se retirent de l'ECDDC et sont reconnus séparés en 1971               |  |  | Christian Churches and Churches of Christ (1971)            | Christian Churches and Churches of Christ (1971)            | Christian Churches and Churches of Christ (1971)            | Christian Churches and Churches of Christ (1971)            | Christian Churches and Churches of Christ (1971)            | Christian Churches and Churches of Christ (1971)            |  |  |                                                                                  |                                                                                  |                                                                                  |                                                                                  |                                                                                  |                                                                                  |  |  |                                                    |                                                    |                                                    |                                                    |                                                    |                                                    |           |           | Churches of Christ (non-institutional) (c. 1960)      | Churches of Christ (non-institutional) (c. 1960)      | Churches of Christ (non-institutional) (c. 1960)      | Churches of Christ (non-institutional) (c. 1960)      | Churches of Christ (non-institutional) (c. 1960)      | Churches of Christ (non-institutional) (c. 1960)      |                                      |                                      |                                      |                                      |                                      |                                      |                                     |                                     |                                     |                                     |                                     |                                     |  |  |  |  |  |  |  |  |  |  |  |  |  |  |  |  |  |  |  |  |  |  |  |  |  |  |  |  |
|  |  |                                                                                      |                                                                                      |                                                                                      |                                                                                      |                                                                                      |                                                                                      |                                             |                                             |                                                          |                                                          |                                                          |                                                          |                                                          |                                                          |             |             |                                                                                      |                                                                                      |                                                                                      |                                                                                      |                                                                                      |                                                                                      |  |  |                                           |                                           |                                                                                      |                                                                                      |                                                                                      |                                                                                      |                                                                                      |                                                                                      |  |  |                                                         |                                                         |                                                         |                                                         |                                                         |                                                         |                                     |                                     |                                                                                                 |                                                                                                 |                                                                                                 |                                                                                                 |                                                                                                 |                                                                                                 |  |  |                                                             |                                                             |                                                             |                                                             |                                                             |                                                             |  |  |                                                                                  |                                                                                  |                                                                                  |                                                                                  |                                                                                  |                                                                                  |  |  |                                                    |                                                    |                                                    |                                                    |                                                    |                                                    |           |           |                                                       |                                                       |                                                       |                                                       |                                                       |                                                       |                                      |                                      |                                      |                                      |                                      |                                      |                                     |                                     |                                     |                                     |                                     |                                     |  |  |  |  |  |  |  |  |  |  |  |  |  |  |  |  |  |  |  |  |  |  |  |  |  |  |  |  |
|  |  |                                                                                      |                                                                                      |                                                                                      |                                                                                      |                                                                                      |                                                                                      |                                             |                                             |                                                          |                                                          |                                                          |                                                          |                                                          |                                                          |             |             |                                                                                      |                                                                                      |                                                                                      |                                                                                      |                                                                                      |                                                                                      |  |  | DOC–UCC Accord de pleine communion (1989) | DOC–UCC Accord de pleine communion (1989) | DOC–UCC Accord de pleine communion (1989)                                            | DOC–UCC Accord de pleine communion (1989)                                            | DOC–UCC Accord de pleine communion (1989)                                            | DOC–UCC Accord de pleine communion (1989)                                            |                                                                                      |                                                                                      |  |  |                                                         |                                                         |                                                         |                                                         |                                                         |                                                         | Disciple Heritage Fellowship (1995) | Disciple Heritage Fellowship (1995) | Disciple Heritage Fellowship (1995)                                                             | Disciple Heritage Fellowship (1995)                                                             | Disciple Heritage Fellowship (1995)                                                             | Disciple Heritage Fellowship (1995)                                                             |                                                                                                 |                                                                                                 |  |  |                                                             |                                                             |                                                             |                                                             |                                                             |                                                             |  |  | Églises du Christ internationales (1993)                                         | Églises du Christ internationales (1993)                                         | Églises du Christ internationales (1993)                                         | Églises du Christ internationales (1993)                                         | Églises du Christ internationales (1993)                                         | Églises du Christ internationales (1993)                                         |  |  |                                                    |                                                    |                                                    |                                                    |                                                    |                                                    |           |           |                                                       |                                                       |                                                       |                                                       |                                                       |                                                       |                                      |                                      |                                      |                                      |                                      |                                      |                                     |                                     |                                     |                                     |                                     |                                     |  |  |  |  |  |  |  |  |  |  |  |  |  |  |  |  |  |  |  |  |  |  |  |  |  |  |  |  |
|  |  |                                                                                      |                                                                                      |                                                                                      |                                                                                      |                                                                                      |                                                                                      |                                             |                                             |                                                          |                                                          |                                                          |                                                          |                                                          |                                                          |             |             |                                                                                      |                                                                                      |                                                                                      |                                                                                      |                                                                                      |                                                                                      |  |  | DOC–UCC Accord de pleine communion (1989) | DOC–UCC Accord de pleine communion (1989) | DOC–UCC Accord de pleine communion (1989)                                            | DOC–UCC Accord de pleine communion (1989)                                            | DOC–UCC Accord de pleine communion (1989)                                            | DOC–UCC Accord de pleine communion (1989)                                            |                                                                                      |                                                                                      |  |  |                                                         |                                                         |                                                         |                                                         |                                                         |                                                         | Disciple Heritage Fellowship (1995) | Disciple Heritage Fellowship (1995) | Disciple Heritage Fellowship (1995)                                                             | Disciple Heritage Fellowship (1995)                                                             | Disciple Heritage Fellowship (1995)                                                             | Disciple Heritage Fellowship (1995)                                                             |                                                                                                 |                                                                                                 |  |  |                                                             |                                                             |                                                             |                                                             |                                                             |                                                             |  |  | Églises du Christ internationales (1993)                                         | Églises du Christ internationales (1993)                                         | Églises du Christ internationales (1993)                                         | Églises du Christ internationales (1993)                                         | Églises du Christ internationales (1993)                                         | Églises du Christ internationales (1993)                                         |  |  |                                                    |                                                    |                                                    |                                                    |                                                    |                                                    |           |           |                                                       |                                                       |                                                       |                                                       |                                                       |                                                       |                                      |                                      |                                      |                                      |                                      |                                      |                                     |                                     |                                     |                                     |                                     |                                     |  |  |  |  |  |  |  |  |  |  |  |  |  |  |  |  |  |  |  |  |  |  |  |  |  |  |  |  |
|  |  |                                                                                      |                                                                                      |                                                                                      |                                                                                      |                                                                                      |                                                                                      |                                             |                                             |                                                          |                                                          |                                                          |                                                          |                                                          |                                                          |             |             |                                                                                      |                                                                                      |                                                                                      |                                                                                      |                                                                                      |                                                                                      |  |  |                                           |                                           |                                                                                      |                                                                                      |                                                                                      |                                                                                      |                                                                                      |                                                                                      |  |  |                                                         |                                                         |                                                         |                                                         |                                                         |                                                         |                                     |                                     |                                                                                                 |                                                                                                 |                                                                                                 |                                                                                                 |                                                                                                 |                                                                                                 |  |  |                                                             |                                                             |                                                             |                                                             |                                                             |                                                             |  |  |                                                                                  |                                                                                  |                                                                                  |                                                                                  |                                                                                  |                                                                                  |  |  |                                                    |                                                    |                                                    |                                                    |                                                    |                                                    |           |           |                                                       |                                                       |                                                       |                                                       |                                                       |                                                       |                                      |                                      |                                      |                                      |                                      |                                      |                                     |                                     |                                     |                                     |                                     |                                     |  |  |  |  |  |  |  |  |  |  |  |  |  |  |  |  |  |  |  |  |  |  |  |  |  |  |  |  |
|  |  |                                                                                      |                                                                                      |                                                                                      |                                                                                      | UCCan–UCC Accord de pleine communion (2015)                                          | UCCan–UCC Accord de pleine communion (2015)                                          | UCCan–UCC Accord de pleine communion (2015) | UCCan–UCC Accord de pleine communion (2015) | UCCan–UCC Accord de pleine communion (2015)              | UCCan–UCC Accord de pleine communion (2015)              |                                                          |                                                          |                                                          |                                                          |             |             | DOC–UCCan Accord de pleine communion (2019)                                          | DOC–UCCan Accord de pleine communion (2019)                                          | DOC–UCCan Accord de pleine communion (2019)                                          | DOC–UCCan Accord de pleine communion (2019)                                          | DOC–UCCan Accord de pleine communion (2019)                                          | DOC–UCCan Accord de pleine communion (2019)                                          |  |  |                                           |                                           |                                                                                      |                                                                                      |                                                                                      |                                                                                      |                                                                                      |                                                                                      |  |  |                                                         |                                                         |                                                         |                                                         |                                                         |                                                         |                                     |                                     |                                                                                                 |                                                                                                 |                                                                                                 |                                                                                                 |                                                                                                 |                                                                                                 |  |  |                                                             |                                                             |                                                             |                                                             |                                                             |                                                             |  |  |                                                                                  |                                                                                  |                                                                                  |                                                                                  |                                                                                  |                                                                                  |  |  |                                                    |                                                    |                                                    |                                                    |                                                    |                                                    |           |           |                                                       |                                                       |                                                       |                                                       |                                                       |                                                       |                                      |                                      |                                      |                                      |                                      |                                      |                                     |                                     |                                     |                                     |                                     |                                     |  |  |  |  |  |  |  |  |  |  |  |  |  |  |  |  |  |  |  |  |  |  |  |  |  |  |  |  |
|  |  |                                                                                      |                                                                                      |                                                                                      |                                                                                      | UCCan–UCC Accord de pleine communion (2015)                                          | UCCan–UCC Accord de pleine communion (2015)                                          | UCCan–UCC Accord de pleine communion (2015) | UCCan–UCC Accord de pleine communion (2015) | UCCan–UCC Accord de pleine communion (2015)              | UCCan–UCC Accord de pleine communion (2015)              |                                                          |                                                          |                                                          |                                                          |             |             | DOC–UCCan Accord de pleine communion (2019)                                          | DOC–UCCan Accord de pleine communion (2019)                                          | DOC–UCCan Accord de pleine communion (2019)                                          | DOC–UCCan Accord de pleine communion (2019)                                          | DOC–UCCan Accord de pleine communion (2019)                                          | DOC–UCCan Accord de pleine communion (2019)                                          |  |  |                                           |                                           |                                                                                      |                                                                                      |                                                                                      |                                                                                      |                                                                                      |                                                                                      |  |  |                                                         |                                                         |                                                         |                                                         |                                                         |                                                         |                                     |                                     |                                                                                                 |                                                                                                 |                                                                                                 |                                                                                                 |                                                                                                 |                                                                                                 |  |  |                                                             |                                                             |                                                             |                                                             |                                                             |                                                             |  |  |                                                                                  |                                                                                  |                                                                                  |                                                                                  |                                                                                  |                                                                                  |  |  |                                                    |                                                    |                                                    |                                                    |                                                    |                                                    |           |           |                                                       |                                                       |                                                       |                                                       |                                                       |                                                       |                                      |                                      |                                      |                                      |                                      |                                      |                                     |                                     |                                     |                                     |                                     |                                     |  |  |  |  |  |  |  |  |  |  |  |  |  |  |  |  |  |  |  |  |  |  |  |  |  |  |  |  |

## Mouvement unifié (1832–1906)
La fusion a soulevé la question du nom à donner au nouveau mouvement. Trouver un nom biblique et non sectaire était important. Stone préconisait l'utilisation du nom « chrétiens » en se basant sur son utilisation dans les Actes des apôtres 11,26, tandis que Campbell préférait le terme « disciples » parce qu'il le considérait comme un terme à la fois plus humble et plus ancien. En conséquence, les deux noms sont restés en usage et une confusion sur le nom à donner au mouvement a perduré.
Après 1832, l’utilisation du terme « Réforme » devient fréquente parmi les dirigeants du mouvement. Les Campbell s'étaient eux-mêmes qualifiés de « réformateurs », et d'autres premiers dirigeants se considéraient également comme des réformateurs cherchant l'unité chrétienne et la restauration du christianisme apostolique. Le langage du mouvement comprenait à l'époque des expressions telles que « réforme religieuse », « réforme actuelle » et « la cause de la réforme ». Le terme « mouvement de restauration » est devenu populaire à la fin du XIXe siècle. Il semble avoir été inspiré par les essais d'Alexander Campbell sur « une restauration de l'ordre ancien des choses » dans le Christian Baptist.
Le mouvement combiné s'est développé rapidement au cours de la période de 1832 à 1906,. Selon le recensement religieux américain de 1906, le nombre total de membres du mouvement en faisait le sixième groupe chrétien du pays à cette époque.
| Année    | 1832   | 1860    | 1890    | 1900      | 1906      |
| -------- | ------ | ------- | ------- | --------- | --------- |
| Adhésion | 22 000 | 192 000 | 641 051 | 1 120 000 | 1 142 359 |

### Journaux
« Les Disciples n'ont pas d'évêques, ils ont des rédacteurs en chef. »

— William Thomas Moore, historien du mouvement restaurationniste, cité dans The Encyclopedia of the Stone-Campbell Movement
Dès les débuts du mouvement, un libre échange d’idées entre les citoyens a été encouragé dans les journaux publiés par ses dirigeants. Alexander Campbell a publié The Christian Baptist et The Millennial Harbinger . Stone a publié The Christian Messenger . Ces différentes publications accordaient régulièrement de la place à des contributeurs dont les positions différaient radicalement de celles des dirigeants. Après la mort de Campbell en 1866, les journaux ont continué à entretenir les discussions. Entre 1870 et 1900, deux revues ont joué un rôle particulièrement important dans la poursuite des débats au sein du mouvement : le Christian Standard, publié par Isaac Errett, de Cincinnati, et L'évangéliste chrétien, publié par JH Garrison de Saint-Louis, les deux hommes entretenant une rivalité amicale.
Le journal The Gospel Advocate a été fondé par le prédicateur de la région de Nashville Tolbert Fanning en 1855. Un élève de Fanning, William Lipscomb, en a été rédacteur en chef adjoint jusqu'à ce que la Guerre de Sécession les oblige à suspendre la publication en 1861. En 1866, la paix revenue, la publication put reprendre sous la direction de Fanning et du frère cadet de Lipscomb, David Lipscomb, qui resta bientôt seul rédacteur en chef, car Fanning prit rapidement sa retraite. Le nouveau rédacteur en chef mit avant tout l'accent sur la recherche de l'unité en suivant exactement les Écritures, en rejetant tout ce qui n'était pas explicitement autorisé par les Écritures.
Le journal The Christian Oracle a été quant à lui fondé en 1884. Il prit ultérieurement le nom de The Christian Century et sut conquérir un vaste lectorat au-delà des adhérents du mouvement :364. En 1914, la société d'édition chrétienne de Garrison fut achetée par R.A. Long. Il a créé une société à but non lucratif, le « Christian Board of Publication », en tant que maison d'édition du mouvement.

### Controverses sur l'anabaptisme et le matérialisme
Les Christadelphiens, l’Église de la Bienheureuse Espérance et l’Église de Dieu (Conférence générale) ont leurs racines dans le mouvement de restauration américain, mais s'en sont séparés en raison de convictions divergentes sur certains points.
En 1832, Walter Scott (en) baptise John Thomas, un médecin anglais qui avait émigré aux États-Unis. Thomas était un fervent partisan d’Alexander Campbell et des principes du mouvement des Disciples, et il devint rapidement un leader et un enseignant réputé. En 1834, cependant, Thomas s'opposa vivement à Campbell sur la signification du baptême, ce qui conduisit à une rupture entre les deux hommes. Quoique Campbell ait accordé une grande importance au baptême des adultes par immersion, il reconnaissait comme chrétiens tous ceux qui croyaient que Jésus de Nazareth était le Messie et le Seigneur, et reconnaissait tout baptême antérieur. Les membres des églises baptistes qui rejoignaient le mouvement des Disciples n’étaient donc pas obligés de se faire baptiser à nouveau. Thomas, de son côté, pensait qu'un baptême basé sur une compréhension de l'Évangile différente de celle du mouvement des Disciples n'était pas un baptême valide, et il appelait à un nouveau baptême dans son périodique, l'Apostolic Advocate. Campbell considérait cela comme du sectarisme, allant à l'encontre de l'engagement fondamental du mouvement des Disciples envers « l'union de tous les chrétiens » et il rejetait énergiquement « l'anabaptisme ». La rupture complète entre les deux hommes allait rapidement se concrétiser.
John Thomas a commencé par refuser de partager la prière, le culte ou la communion avec ceux qu’il considérait comme n’étant pas des chrétiens validement baptisés. Ses opinions théologiques ont de plus continué à évoluer. En 1837, il avait adopté des vues annihilationnistes et en débattait avec un pasteur presbytérien, Isaac Watts. Estimant que c'était du matérialisme et que cela portait atteinte à la doctrine biblique de la résurrection, Campbell a réagi avec force, et annoncé dans le Millennial Harbinger qu'il ne pouvait plus considérer Thomas comme un frère. De nombreuses congrégations de Disciples ont pris cela comme une indication qu’elles devaient refuser la communion à Thomas, et il a été ainsi marginalisé dans le mouvement. Thomas continua à avoir des partisans parmi les Disciples, mais sa théologie s’éloigna de plus en plus de l’orthodoxie chrétienne. En 1846, il publia une « Confession et abjuration » de la foi qu’il avait lors de son baptême, et il prit des dispositions pour se faire rebaptiser. Malgré cela, lorsqu’il fit une tournée au Royaume-Uni pour donner des conférences prophétiques en 1848-1850, il minimisa sa séparation d’avec le mouvement des Disciples, dans le but d’accéder aux congrégations en Grande-Bretagne. Mais sa véritable position fut découverte, et le mouvement serra les rangs contre lui.
En 1864, il inventa le nom de « Christadelphiens » pour ceux qui partageaient ses opinions et cherchaient à s'inscrire comme objecteurs de conscience au service militaire. Le nom fut adopté par Robert Roberts, protégé écossais de Thomas, pour le périodique qu'il venait de commencer à publier à Birmingham et la nouvelle secte commença à croître rapidement.
En 1863, un autre membre du mouvement, Benjamin Wilson, quitta les Disciples et fonda l'Église de Dieu de la foi abrahamique. Les  désaccords à l'origine de cette dissidence portaient cette fois sur l'eschatologie. Pendant la guerre civile américaine, ses partisans ont également cherché à s'inscrire comme objecteurs de conscience. Certaines congrégations n'ont pas pu enregistrer ce nom en raison de réglementations locales et ont choisi un nom alternatif, Église de la Bienheureuse Espérance ; mais les deux noms faisaient référence à la même secte. La secte s'est divisée en 1921 et l'Église de Dieu (Conférence générale) a formé le groupe plus large.

### Controverse autour de la société missionnaire
En 1849, la première convention nationale du mouvement restaurationniste américain s'est tenue à Cincinnati, dans l'Ohio. Craignant que la tenue de conventions ne conduise le mouvement vers un confessionnalisme source de divisions, Campbell n'a pas participé à ce rassemblement. Néanmoins, la convention l'a élu à sa présidence et a créé l'American Christian Missionary Society (ACMS). À la fin du siècle, deux autres sociétés missionnaires issues du mouvement, la Société missionnaire chrétienne étrangère et le Conseil des missions des femmes chrétiennes, seraient également fondées. La création de ces organisations para-ecclésiales ne reflétait cependant pas un consensus de l’ensemble du mouvement, et devinrent même un sujet de division. Tout en reconnaissant bien entendu la nécessité de l’évangélisation, beaucoup pensaient que les sociétés missionnaires n’étaient pas autorisées par les Écritures et compromettraient l’autonomie des congrégations locales.
Combattue par une partie des membres du mouvement, l’ACMS n’a pas eu le succès escompté par ses promoteurs. L'hostilité à son encontre s'accrut en 1863 lorsque l'ACMS prit position en faveur du camp nordiste pendant la Guerre de Sécession. Une convention tenue à Louisville, dans le Kentucky, en 1869, adopta un plan destiné à répondre à « un besoin perçu de réorganiser l'American Christian Missionary Society (ACMS) d'une manière qui serait acceptable pour davantage de membres du Mouvement ». L'adhésion était plutôt communautaire qu'individuelle. Les congrégations locales élisaient des délégués aux réunions de district, qui à leur tour élisaient des délégués aux réunions à l'échelle de chaque État. Les États disposaient de deux délégués, plus un délégué supplémentaire pour chaque groupe de 5 000 membres. Le plan a provoqué de nouvelles divisions et a immédiatent rencontré une forte opposition,. Les opposants ont continué à affirmer que toute structure organisationnelle au-dessus du niveau de la congrégation locale n'était pas autorisée par les Écritures, et beaucoup de membres estimaient que le conseil d'administration de la société concentrait sans doute trop de pouvoir. En 1872, le plan de Louisville avait échoué. Les contributions directes de particuliers furent à nouveau sollicitées en 1873, l'adhésion individuelle fut rétablie en 1881 et le nom fut changé en American Christian Missionary Society en 1895,.

### Utilisation des instruments de musique dans le culte

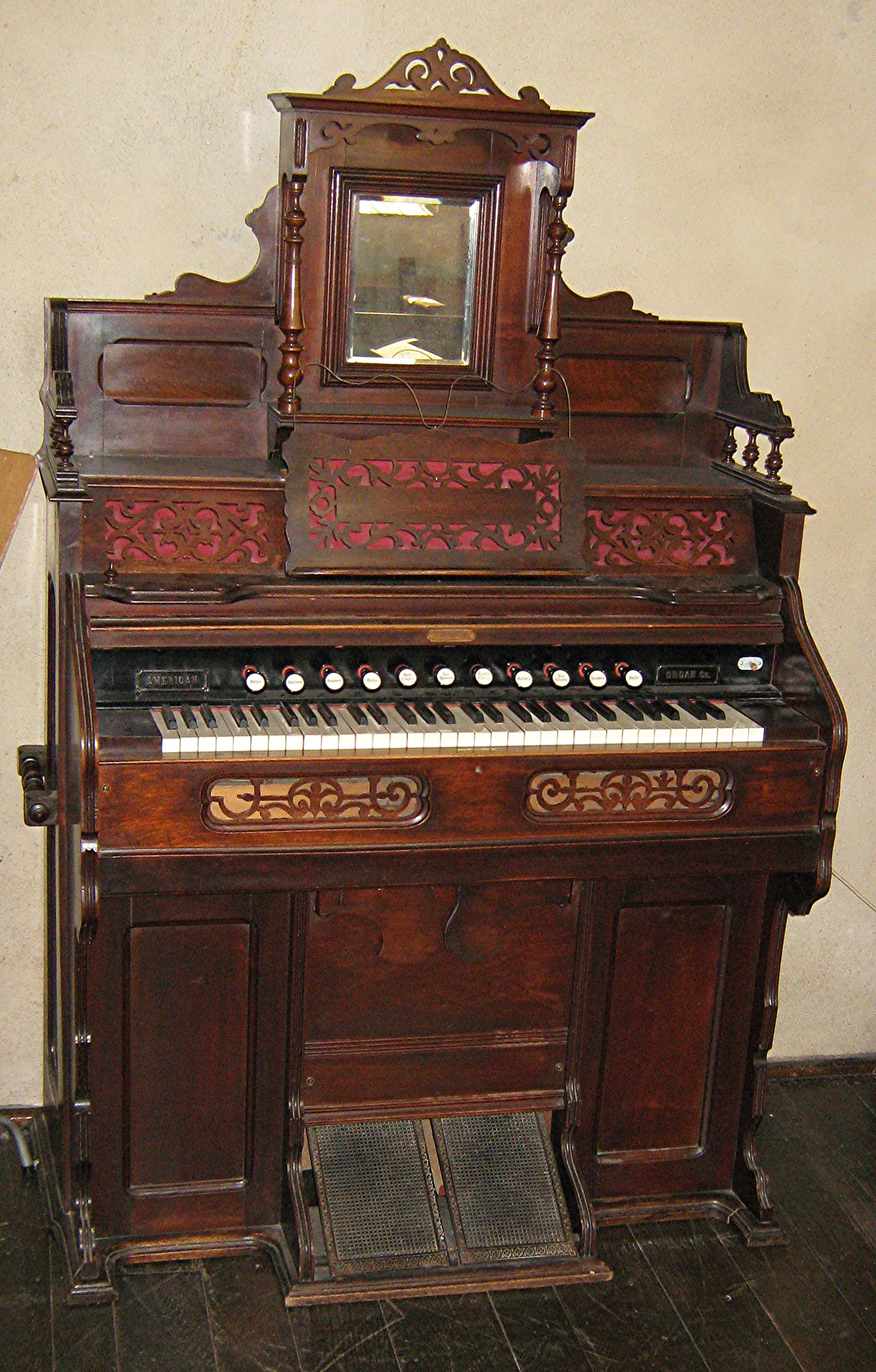
Harmonium

L'utilisation d'instruments de musique dans le culte a été évoquée dans des articles de revues dès 1849, mais, conformément à la tradition calviniste du chant a capella, les réactions initiales ont été généralement défavorables. Certaines congrégations, cependant, sont attestées comme ayant utilisé des instruments de musique dans les années 1850 et 1860. Un exemple est l'église de Midway, dans le Kentucky, qui utilisait un instrument dès 1860. Un membre de la congrégation, L.L. Pinkerton, avait fait don d'un harmonium dans l'église,,, après que le pasteur eut fait part de son irritation devant la mauvaise qualité du chant de la congrégation. Au début, l'instrument était seulement utilisé pour les répétitions de chant qui se déroulaient le samedi soir, mais il a ensuite été utilisé au culte du dimanche. L'un des anciens de cette communauté fit enlever le premier harmonium, mais il fut bientôt remplacé par un autre.
Le débat sur l'acceptation des instruments de musique dans le culte s'est intensifié après la Guerre de Sécession (1861-1865). Les opposants faisaient valoir que le Nouveau Testament n'autorisait pas leur utilisation dans le culte, tandis que les partisans invoquaient la liberté chrétienne et argumentaient sur les avantages pratiques de cette innovation. Les congrégations urbaines aisées ont adopté plus facilement l'usage des instruments de musique, tandis que les congrégations plus pauvres et plus rurales ont eu tendance à les rejeter comme « une concession aux modes de vie du monde ».
L'Encyclopédie du mouvement Stone-Campbell note que les historiens du mouvement de restauration ont eu tendance à décrire la controverse sur l'utilisation des instruments de musique dans le culte d'une manière qui « reflète leurs propres attitudes sur la question ». Des exemples sont cités d'historiens de différentes branches du mouvement adoptant comme grille de lecture soit les déclarations des premiers dirigeants du mouvement de restauration, soit des facteurs sociaux et culturels, soit des approches différentes de l'interprétation des Écritures ou encore des approches différentes de l'autorité des Écritures et de « progressisme œcuménique » par opposition au « primitivisme sectaire ».

### Interprétation biblique
Il y  avait, dans le mouvement de restauration du début du XIXe siècle, des points de vue très différents concernant le rôle du clergé : la branche Campbell était fortement anti-clergé, estimant que la distinction entre clergé et laïcs ne reposait sur aucune base biblique, tandis que, pour la branche Stone, seul un pasteur consacré pouvait célébrer la communion.
Les premiers dirigeants du mouvement accordaient la plus haute importance aux Écritures et croyaient qu'elles étaient à la fois inspirées et infaillibles, mais des opinions dissidentes se sont développées au cours du XIXe siècle. Dès 1849, Pinkerton niait l’infaillibilité de la Bible. L'Encyclopédie du mouvement Stone-Campbell rapporte que Pinkerton a parfois été qualifié de premier « libéral » du mouvement Stone-Campbell ». En plus de rejeter l'inspiration plénière de la Bible et de soutenir l'utilisation d'instruments dans le culte, Pinkerton soutenait également « l'adhésion ouverte » (reconnaissant comme membres les personnes qui n'avaient pas été baptisés par immersion) et était un fervent partisan des mouvements de tempérance et d'abolition. Au cours du XIXe siècle, le renoncement à l’infaillibilité de la Bible s’est progressivement étendu. En 1883, le rédacteur en chef du Christian Standard, Isaac Errett, a déclaré : « En admettant le fait de l'inspiration, avons-nous dans les Écritures inspirées un guide infaillible ?... Je ne vois pas comment nous pouvons répondre à cette question par l'affirmative. » D'autres, dont JW McGarvey, se sont farouchement opposés à ces vues libérales.

## Séparation entre les Églises du Christ et les Eglises chrétiennes

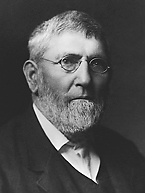
David Lipscomb

« Rien dans la vie ne m'a fait plus mal au cœur que la séparation d'avec ceux avec qui j'ai travaillé et que j'ai aimés jusqu'à présent. »

— David Lipscomb, 1899, cité dans Origins of the Restoration Movement

### Facteurs ayant conduit à la séparation
Au cours du XIXe siècle, une division s'est progressivement développée entre ceux dont l'engagement principal était en faveur de l'unité et ceux dont l'engagement principal était en faveur de la restauration de l'Église primitive. Ceux dont l’objectif principal était l’unité ont progressivement adopté « un programme explicitement œcuménique » et « se sont débarrassés de la vision restaurationniste ». Ce groupe plutôt plus libéral utilisait de plus en plus les termes « Disciples du Christ » et « Églises chrétiennes » plutôt que « Églises du Christ ». Dans le même temps, ceux, de tendance plus conservatrice, dont l'objectif principal était la restauration de l'Église primitive utilisaient de plus en plus le terme « Églises du Christ » plutôt que « Disciples du Christ ». Des rapports sur les changements et la séparation croissante entre les groupes ont été publiés dès 1883. La Guerre de Sécession a exacerbé les tensions culturelles entre les deux groupes.
Les désaccords majeurs au sein du mouvement de restauration ont évoqués plus haut : 
- Le sujet des organisations centralisées au-dessus du niveau de la congrégation locale, telles que les sociétés et conventions missionnaires, a été un facteur décisif dans la séparation des Églises du Christ de l'Église chrétienne (Disciples du Christ)[103].
- L'utilisation d'instruments de musique dans les cultes a alimenté une controverse grandissante entre les congrégations urbaines des États du Nord, en général favorable à cette innovation, et les congrégations plus rurales des États du Sud des États-Unis qui y étaient généralement opposées[97].
- Ces désaccords de surface reposaient sur un désaccord plus profond, portant sur l’approche de l’interprétation biblique. Pour les Églises du Christ, toute pratique non présente dans les récits de culte du Nouveau Testament n’était pas autorisée dans l’Église. Pour les Églises chrétiennes, toutes les pratiques non expressément interdites pouvaient être prises en considération[104].

L'essor des femmes leaders dans le domaine de la tempérance et les mouvements missionnaires, principalement dans le Nord, ont également contribué à la séparation des congrégations non affiliées à l’Église chrétienne et à l’Église du Christ. Dans les Églises chrétiennes, de nombreuses femmes prenaient la parole en public au nom du Christian Woman's Board of Missions et de la Woman's Christian Temperance Union. En revanche, les Églises du Christ ont exprimé de fortes réserves à voir des femmes adhérer à des organisations militantes ou s'exprimer en public. En 1889, l'Église chrétienne d'Erie, dans l'Illinois, a confirmé le rôle de leadership des femmes en ordonnant Clara Babcock comme première femme disciple prédicatrice dans le mouvement.

### Reconnaissance officielle en 1906
Lors du recensement religieux engagé par le Bureau du recensement des États-Unis en 1906 , les fonctionnaires ont recueilli des informations sur les groupes qui avaient peu ou pas de structure organisationnelle formelle, comme les églises associées au mouvement de restauration,. Les responsables du recensement ont relevé des indications de la division du mouvement : le Gospel Advocate semblait parfois prendre ses distances avec les Disciples du Christ, et le Bureau avait reçu au moins une lettre affirmant que certaines « églises du Christ » n'étaient plus affiliées aux « Disciples du Christ »,.
Pour résoudre la question, le directeur du recensement Simon Newton Dexter North a posé par lettre à David Lipscomb, le rédacteur en chef de l' Advocate, les questions suivantes :
"Je voudrais savoir : 1. s'il existe un corps religieux appelé « Église du Christ », non identifié avec les Disciples du Christ, ou tout autre corps baptiste ? 2. S'il existe un tel corps, a-t-il une organisation générale, avec un siège, des officiers, des conventions de district ou générales, des associations ou des conférences ? 3. Quelle est son origine et quels sont ses principes distinctifs ? 4. Comment obtenir au mieux une liste complète des églises ?
Dans sa réponse, Lipscomb a résumé l'histoire des débuts du mouvement, a décrit « l'organisation générale des églises sous une société missionnaire avec des membres fortunés » et « l'adoption de la musique instrumentale dans le culte » comme « une subversion des principes fondamentaux sur lesquels les églises étaient fondées », puis a conclu : « Il existe un peuple distinct qui prend la parole de Dieu comme seule et suffisante règle de foi et qui appelle ses églises « églises du Christ » ou « églises de Dieu », distinctes et séparées dans leur nom, leur travail et leur règle de foi de tous les autres groupes de personnes ».
Le recensement religieux américain de 1906 a donc répertorié pour la première fois les « Églises du Christ » et les « Disciples du Christ » comme des groupes séparés et distincts . Il s’agissait là, cependant, simplement de la reconnaissance de la division qui s’était creusée au fil des années, selon un processus commençant dès avant la Guerre de Sécession.
Pour Lipscomb, une préoccupation théologique sous-jacente était l'adoption de la théologie libérale allemande par de nombreux membres de l'aile des Disciples du Mouvement de Restauration. Il les considérait comme prenant une direction très différente des principes énoncés par Thomas et Alexander Campbell. La réponse de Lipscomb au Bureau du recensement et sa liste officielle des deux groupes en 1906 sont devenues une autre source de friction entre les groupes . James Harvey Garrison, rédacteur en chef de The Christian-Evangelist, accusa Lipscomb de « sectarisme ». Lipscomb répondit qu'il n'avait « rien fait pour provoquer la situation actuelle », que c'était le Bureau du recensement qui avait lancé le débat et qu'il avait simplement répondu à la question qui lui avait été posée,.
L'historien du mouvement Douglas A. Foster a résumé les événements de la manière suivante :

« Les données reflétaient ce qui s'était déjà produit (et ce qui a continué à se produire pendant au moins une autre décennie). Le Bureau du recensement lui-même avait remarqué un clivage entre les Églises du Christ et les Disciples du Christ et, dans l'intérêt d'une collecte de données fiable, il a essayé de vérifier si c'était vrai. »

— Douglas A. Foster, What Really Happened
Lipscomb a convenu qu'il était approprié de répertorier les deux groupes séparément ; Garrison n'était pas du même avis. Quoi qu'il en soit, la division avait commencé bien avant le recensement de 1906 - elle venait plutôt de se conclure. Le gouvernement n'a pas provoqué la division ; le Bureau du recensement a simplement publié les données qu'il avait reçues.

### Conséquences
Lorsque le recensement religieux américain de 1906 fut publié en 1910, il rapporta les totaux combinés des « Disciples ou Chrétiens » à des fins de comparaison avec les statistiques de 1890 sur le mouvement, ainsi que des statistiques séparées pour les « Disciples du Christ » et les « Églises du Christ ». Les Disciples étaient de loin le plus grand des deux groupes à l'époque.
|                                      | Congrégations  | Membres          |
| ------------------------------------ | -------------- | ---------------- |
| « Disciples du Christ »              | 8 293 (75,8 %) | 982 701 (86,0 %) |
| « Églises du Christ »                | 2 649 (24,2 %) | 159 658 (14,0 %) |
| Total des « Disciples ou Chrétiens » | 10 942         | 1 142 359        |

D’une manière générale, les congrégations des Disciples du Christ étaient majoritairement urbaines et du Nord, tandis que les Églises du Christ étaient majoritairement rurales et du Sud. Les Disciples favorisaient un clergé diplômé d’université, tandis que les Églises du Christ décourageaient l’éducation théologique formelle parce qu’elles s’opposaient à la création d’un clergé professionnel. Les congrégations de disciples avaient tendance à être plus riches et à construire des bâtiments d’église plus grands et plus chers. Les congrégations des Églises du Christ ont construit des structures plus modestes et ont critiqué le port de vêtements coûteux lors du culte. Un commentateur a décrit l'« idéal » des Disciples comme reflétant l'« homme d'affaires » et l'« idéal » de l'Église du Christ comme reflétant « le fermier simple et austère ».
L’un des problèmes qui ont conduit à la séparation de 1906 était la question des structures organisationnelles au-dessus du niveau de la congrégation locale. Depuis lors, les Églises du Christ ont maintenu un engagement continu envers une gouvernance de l’Église qui est uniquement congrégationnaliste, plutôt que fédérative. Les Églises du Christ n’ont volontairement pas de siège central, de conseils ou d’autres structures organisationnelles au-dessus du niveau de l’Église locale,,,.

« "Depuis le début, les Églises du Christ n'ont pas de structures organisationnelles formelles au-delà des congrégations locales et elles n'ont pas de journaux officiels ou d'autres véhicules porteurs de positions officielles. Toutefois, des points de vue consensuels émergent souvent sous l'influence de leaders d'opinion qui s'expriment dans des revues, lors de conférences, de réunions de prédicateurs locaux ou d'autres rassemblements. »

— Douglas Allen Foster et Anthony L. Dunnavant,  The Encyclopedia of the Stone-Campbell Movement: Christian Church (Disciples of Christ), Christian Churches/Churches of Christ, Churches of Christ, publié par Wm. B. Eerdmans Publishing, 2004,  (ISBN 0-8028-3898-7),  (ISBN 978-0-8028-3898-8), p. 213
Les paroisses forment plutôt un réseau dans lequel chaque congrégation participe à sa discrétion, sous la conduite de son conseil des anciens, à divers moyens de service et de communion avec d'autres congrégations.

« Il est tout simplement phénoménal que les Églises du Christ accomplissent tant de choses sans aucune planification ou structure centralisée. Tout est « ad hoc ». La plupart des programmes naissent de l'inspiration et de l'engagement d'une seule congrégation ou même d'une seule personne. Les projets valables survivent et prospèrent grâce à la coopération volontaire d'autres individus et congrégations. »

— Leroy Garrett,  The Stone-Campbell Movement: The Story of the American Restoration Movement, College Press, 2002,  (ISBN 0-89900-909-3),  (ISBN 978-0-89900-909-4), p. 449
Les Églises du Christ sont liées par leur engagement commun envers les principes de restauration,.
Après la séparation d'avec les Églises du Christ, des tensions subsistèrent parmi les Disciples du Christ au sujet du libéralisme théologique, du mouvement œcuménique naissant et de « l'adhésion ouverte ». Bien que le processus ait été long, les congrégations plus conservatrices, restées non affiliées à l'Église chrétienne/Église du Christ, ont fini par émerger comme un organisme religieux distinct et identifiable de l'Église chrétienne (Disciples du Christ). Là encore, ces divisions ont parfois été interprétées comme résultantes de la tension entre les objectifs de la restauration et de l'œcuménisme, les congrégations non affiliées à l'Église chrétienne/Église du Christ rejoignant les Églises du Christ dans leur attachement prioritaire à la restauration de l'ordre ancien tandis que l'Église chrétienne (Disciples du Christ) met l'accent sur l'unité chrétienne et donc l'œcuménisme :383
Quelles que soient leurs différences, les trois principales branches américaines du Mouvement restaurationniste partagent les convictions :
- une importance élevée, comparée à d’autres traditions chrétiennes, accordée à la fonction d’ancien[124] ;
- un « engagement envers le sacerdoce de tous les croyants »[124].

Le terme « mouvement de restauration » est resté populaire parmi les Églises du Christ et les congrégations non affiliées à l'Église chrétienne/Église du Christ. En raison de l'accent mis sur le thème de la restauration, il a été moins adapté à ceux dont l'accent principal a été mis sur le thème de l'unité :551. Historiquement, le terme « Disciples du Christ » a également été utilisé par certains comme désignation collective du mouvement. Il a cependant évolué vers une désignation pour une branche particulière du mouvement – l’Église chrétienne (Disciples du Christ) – en raison des divisions de la fin du XIXe siècle et du début du XXe siècle.
Le mouvement dans son ensemble a connu une croissance significative au cours du XXe siècle, et la taille relative des différents groupes associés au mouvement a également changé.
|                                                                    | Congrégations | Membres   |
| ------------------------------------------------------------------ | ------------- | --------- |
| Église Chrétienne (Disciples du Christ)                            | 3 625         | 785 776   |
| Congrégations non affiliées à l'Église chrétienne/Église du Christ | 5 293         | 1 453 160 |
| Églises du Christ                                                  | 12 584        | 1 584 162 |
| Églises internationales du Christ                                  | 450           | 120 000   |

## Développement des Églises du Christ (Disciples du Christ)
Après la séparation des Églises du Christ en 1906, une controverse subsistait au sein du mouvement sur la question de savoir si les efforts missionnaires devaient être coopératifs ou financés de manière indépendante par les congrégations. Les questions sur le rôle des méthodes de critique biblique dans l’étude et l’interprétation de la Bible figuraient également parmi les sujets de conflit. Une prise de conscience de la critique historique a commencé à se développer dans les années 1880 et, dans les années 1920, de nombreux disciples ont accepté le principe des analyses critiques de la Bible. À cette époque, la question de « l'adhésion ouverte » ou de « l'admission des croyants non baptisés par immersion lors de leur adhésion » était apparue comme une source supplémentaire de tension, . Durant la première moitié du XXe siècle, les factions opposées au sein des Églises chrétiennes ont coexisté tant bien que mal. Les trois sociétés missionnaires ont fusionné pour former la United Christian Missionary Society en 1920. Les ministères de services sociaux se sont développés grâce à l'Association nationale de bienfaisance qui fournit une assistance aux orphelins, aux personnes âgées et aux handicapés.
Mais au cours du siècle, les trajectoires des Églises chrétiennes coopératives et des Églises chrétiennes indépendantes ont nettement divergé.
En 1926, une scission commença à se former au sein des Disciples sur l’orientation future de l’Église. Les conservateurs au sein du groupe ont commencé à avoir des problèmes avec le libéralisme perçu des dirigeants, pour les mêmes raisons décrites plus haut à propos de l'acceptation de la musique instrumentale dans le culte. En 1927, ils organisèrent la première Convention chrétienne nord-américaine, et les congrégations non affiliées à l'Église chrétienne/Église du Christ commencèrent à émerger comme un groupe distinct des Disciples, bien que la rupture n'ait été officialisée qu'à la fin des années 1960. À cette époque, le recensement religieux décennal ne se faisait plus et ne pouvait donc pas servir de base à une délimitation comme cela avait été le cas en 1906.
Après la Seconde Guerre mondiale, les organisations qui avaient été développées au cours des décennies précédentes ont semblé ne plus répondre efficacement aux besoins de l’époque :419. Après de nombreux débats tout au long des années 1950, la Convention internationale des Églises chrétiennes de 1960 a adopté un processus de « restructuration » de l’ensemble de l’organisation. La Commission de restructuration, présidée par Granville T. Walker, a tenu sa première réunion les 30 octobre et 1er novembre 1962. En 1968, lors de la Convention internationale des Églises chrétiennes (Disciples du Christ), les Églises chrétiennes qui favorisaient le travail missionnaire coopératif ont adopté un nouveau « projet provisoire » pour leur travail commun, devenant l'Église chrétienne (Disciples du Christ). Les congrégations qui ont choisi de ne pas s'associer à la nouvelle organisation confessionnelle ont poursuivi leur propre chemin en tant que congrégations non affiliées à l'Église chrétienne/Église du Christ, parachévant ainsi une séparation qui avait commencé des décennies auparavant.
Les Disciples du Christ ont encore connu des épisodes de tension entre conservateurs et libéraux. En 1985, un groupe de congrégations conservatrices et d'individus parmi les Disciples a formé le « Renouveau des Disciples ». Ils pensaient que les membres de la communauté des Disciples connaissaient une dérive libérale sur des questions telles que la seigneurie du Christ, l’autorité de la Bible et la tolérance de l’homosexualité. En 1985, l'Assemblée générale des Disciples a rejeté une résolution sur l'inspiration des Écritures ; le Renouveau des Disciples a alors fondé une revue intitulée Renouveau des Disciples pour promouvoir ses points de vue, notamment la crainte que les Disciples aient abandonné les principes fondamentaux du mouvement de restauration.
En 1995, la Disciple Heritage Fellowship  a été créée. Il s'agit d'une communauté de congrégations autonomes, dont environ la moitié sont formellement associées aux Disciples du Christ. En 2002, la Disciples Heritage Fellowship comprenait 60 congrégations et 100 églises « de soutien ». L’Église chrétienne (Disciples du Christ) a connu une perte importante de membres depuis le milieu du XXe siècle. Le nombre de membres a atteint son maximum en 1958, avec près de 2 millions d'adhérents. En 1993, le nombre de membres est tombé en dessous d’un million. En 2009, la dénomination comptait 658 869 membres dans 3 691 congrégations. En 2010, les cinq États ayant les taux d’adhésion les plus élevés étaient le Kansas, le Missouri, l’Iowa, le Kentucky et l’Oklahoma. Les États comptant le plus grand nombre absolu d'adhérents étaient le Missouri, le Texas, l'Indiana, le Kentucky et l'Ohio.

## Développement des congrégations non affiliées
Les Églises chrétiennes indépendantes et églises du Christ présentent des différences à la fois organisationnelles et herméneutiques avec les Églises du Christ. Par exemple, ils ont une convention peu structurée et ils considèrent le silence des Écritures sur une question de manière plus permissive. Néanmoins, ils sont beaucoup plus étroitement liés aux Églises du Christ dans leur théologie et leur ecclésiologie qu'ils ne le sont à l'Église chrétienne (Disciples du Christ).
Le développement des congrégations non affiliées à l'Église chrétienne/Église du Christ en tant qu'organisme religieux identifiable séparément de l'Église chrétienne (Disciples du Christ) a été un long processus résultant notamment de trois controverses majeures apparues au début du XXe siècle :
- le développement théologique du modernisme et du libéralisme ;
- l'apparition du mouvement œcuménique, qui ont conduit en 1908 à la création du Conseil fédéral des Églises ;
- la pratique de l’adhésion ouverte, selon laquelle les individus qui n’avaient pas été baptisés par immersion se voyaient tout de même accorder le statut de membre de l’Église à part entière.

Ceux qui soutenaient l’un de ces points de vue avaient tendance à soutenir également les autres.
Les Disciples du Christ étaient, en 1910, une communauté unie, en pleine croissance, avec des objectifs communs. Le soutien apporté par la United Christian Missionary Society aux missionnaires qui prônaient une adhésion ouverte devint une source de discorde en 1920. Les efforts visant à rallier le soutien à ces missionnaires échouèrent lors d'une convention à Oklahoma City en 1925 et d'une convention à Memphis, dans le Tennessee, en 1926. En conséquence, de nombreuses congrégations se retirèrent de la société missionnaire.
La Convention chrétienne nord-américaine a été organisée par les congrégations les plus conservatrices en 1927. Le Christian Standard a été l'organe de cette tendance et une source de cohésion pour ces congrégations. À partir des années 1960, de nouvelles organisations missionnaires non affiliées comme la Christian Missionary Fellowship (aujourd'hui, Christian Missionary Fellowship International ) ont travaillé davantage à l'échelle nationale aux États-Unis pour rallier les congrégations de l'Église chrétienne/Église du Christ aux missions internationales. À cette époque, la division entre libéraux et conservateurs était bien établie.
La séparation officielle entre les Églises chrétiennes indépendantes et les Églises du Christ et l'Église chrétienne (Disciples du Christ) est difficile à dater. Les étapes suivantes offrent un large choix :
- 1926 : La première Convention chrétienne nord-américaine en 1927[142], résultat de l'échec de la convention de Memphis.
- 1944 : La Convention internationale des Disciples élit comme président un partisan de l'adhésion ouverte[143].
- 1948 : La Commission de réétude, nommée pour éviter une scission, se dissout[144].
- 1955 : L'Annuaire pastoral est publié en ne répertoriant que les « Indépendants » sur une base volontaire[143].
- 1968 : Elimination des églises indépendantes de l'Annuaire des Disciples[143]
- 1971 : Les églises indépendantes sont répertoriées séparément dans l'Annuaire des églises américaines[143].

En raison de cette séparation, de nombreuses églises chrétiennes indépendantes et Églises du Christ ne sont pas seulement non confessionnelles, elles peuvent être anticonfessionnelles, évitant même tout apparence ou langage associé aux confessions de foi, restant fidèles à leurs racines restaurationnistes.

## Développement des Églises du Christ
Les Églises du Christ ont maintenu leur engagement envers une structure purement congrégationaliste, plutôt que confessionnelle, et n'ont pas de siège central, de conseils ou d'autres structures organisationnelles au-dessus du niveau de l'église locale,,,,.
Les Églises du Christ sont liées par leur engagement commun à l'égard des principes de restauration,.
Étant donné que les Églises du Christ sont autonomes et n’entretiennent pas de hiérarchie ecclésiastique ni de conseil doctrinal, il n’est pas rare de trouver des variations d’une congrégation à l’autre. Il existe cependant de nombreuses points communs à toutes ces églises ; par exemple, très peu de bâtiments de l’Église du Christ affichent une croix, une pratique courante dans d’autres églises chrétiennes. L’approche adoptée pour restaurer l’Église du Nouveau Testament s’est concentrée sur les « méthodes et procédures » telles que l’organisation de l’Église, la forme de culte et la manière dont l’Église devrait fonctionner. En conséquence, la plupart des divisions entre les Églises du Christ ont été le résultat de conflits « méthodologiques ». Ces questions sont importantes pour les membres de ce mouvement en raison du sérieux avec lequel ils prennent l'objectif de « restaurer la forme et la structure de l'Église primitive »,.
Les trois quarts des congrégations et 87 % des membres sont décrits par l'Encyclopédie du mouvement Stone-Campbell comme « traditionnels », partageant un consensus sur la pratique et la théologie :213. Les congrégations restantes peuvent être regroupées en quatre catégories qui diffèrent généralement du consensus dominant sur certaines pratiques spécifiques, plutôt que par des perspectives théologiques ; elles ont tendance à être de taille plus réduites :213. La plus grande de ces quatre catégories est celle des Églises du Christ « non institutionnelles » . Ce groupe est connu pour s’opposer au soutien des congrégations à des institutions telles que les orphelinats et les écoles bibliques. Environ 2 055 -congrégations entrent dans cette catégorie,. Les trois autres groupes, dont les congrégations sont généralement considérablement plus petites que celles des groupes traditionnels ou « non institutionnels », s'opposent également au soutien institutionnel mais diffèrent du groupe « non institutionnel » par d'autres croyances et pratiques, :
- Un groupe s’oppose à des classes séparées pour l’« école du dimanche » ; ce groupe comprend environ 1 100 congrégations.
- Un autre groupe s'oppose à l'utilisation de plusieurs coupes lors de la communion ; il y a environ 550 congrégations dans ce groupe, dont certaines sont parfois aussi membres du groupe précédent.
- Le plus petit groupe met l'accent sur l'édification mutuelle par les différents dirigeants des églises et s'oppose à ce qu'une seule personne fasse la majeure partie de la prédication. Ce groupe comprend environ 130 congrégations.

Bien qu'il n'existe pas de statistiques officielles sur le nombre d'adhérents aux Églises du Christ, la croissance semble avoir été relativement régulière tout au long du XXe siècle. Une source estime le nombre total de membres aux États-Unis à 433 714 en 1926, 558 000 en 1936, 682 000 en 1946, 835 000 en 1965 et 1 250 000 en 1994.

### Églises internationales du Christ et Église du Christ de Boston
Les Églises internationales du Christ (ICOC) trouvent leurs racines dans un mouvement de « discipulat » qui a émergé parmi les principales Églises du Christ au cours des années 1970. Ce mouvement de discipulat s'est développé dans le cadre du ministère universitaire de Chuck Lucas. En 1967, Chuck Lucas était ministre de l'Église du Christ de la 14e rue à Gainesville, en Floride (rebaptisée plus tard l'Église du Christ de Crossroads). Cette année-là, il a lancé un nouveau projet connu sous le nom de Campus Advance (basé sur des principes empruntés au Campus Crusade et au mouvement Shepherding ). Centré sur l’Université de Floride, le programme engageait ses membres à une forte action évangélique et à une atmosphère religieuse intime sous la forme de discussions spirituelles et de partenaires de prière. Les causeries spirituelles se déroulaient dans les résidences étudiantes et impliquaient des prières et des partages supervisés par un leader qui déléguait son autorité à des membres du groupe. Les partenaires de prière font référence à la pratique consistant à associer un nouveau chrétien à un guide plus âgé pour une assistance et une orientation personnelles. Les deux procédures ont conduit à une « implication profonde de chaque membre dans la vie de l'autre », et les critiques ont accusé Lucas de dérive  sectaire.
Le mouvement Crossroads s’est ensuite répandu dans d’autres congrégations de l’Église du Christ. L'un des convertis de Lucas, Kip McKean, a déménagé dans la région de Boston en 1979 et a commencé à travailler avec l'Église du Christ de Lexington. Il a demandé à la congrégation de « redéfinir son engagement envers le Christ » et a introduit le recours à des partenaires de discipulat. La congrégation s'est rapidement développée et a été rebaptisée Église du Christ de Boston. Au début des années 1980, le centre du mouvement s’est ainsi déplacé vers Boston, où McKean et l’Église du Christ de Boston sont devenus un point focal de cette tendance. Avec sa direction nationale basée à Boston, ce mouvement été appelé « mouvement de Boston » au cours des années 1980. L’Église du Christ de Boston a connu une très forte croissance mais a été accusé de pratiques sectaires, notamment en raison de la nature intrusive de ses méthodes de mentorat et de discipulat.
En 1990, l'Église du Christ de Crossroads a rompu avec le mouvement de Boston et, par le biais d'une lettre écrite au Christian Chronicle, a tenté de rétablir les relations avec les Églises du Christ. Ce mouvement a été reconnu pour la première fois comme un groupe religieux indépendant en 1992 lorsque John Vaughn, spécialiste de la croissance de l'Église au Fuller Theological Seminary, les a répertoriés comme une entité distincte. Le magazine Time a consacré une page entière au mouvement en 1992, le qualifiant de « l'un des groupes de prédicateurs de la Bible les plus innovants et à la croissance la plus rapide au monde », qui était devenu « un empire mondial de 103 congrégations de la Californie jusqu'au Caire, avec une fréquentation totale du dimanche de 50 000 personnes ».
Une rupture a été officialisée avec les principales Églises du Christ en 1993 lorsque le mouvement s'est organisé sous le nom d'« Églises internationales du Christ ». Cette désignation a officialisé la division qui existait déjà entre ceux impliqués dans le mouvement Crossroads/Boston et les Églises du Christ « traditionnelles »,. D'autres noms ont été utilisés pour ce mouvement, notamment « Ministères de multiplication » et « Mouvement de formation de disciples ».

## Efforts d'unification
Des efforts ont été faits pour rétablir l’unité entre les différentes branches du Mouvement de Restauration. En 1984, un « Sommet de la restauration » s'est tenu à l'Ozark Christian College, avec 50 représentants des Églises du Christ et des congrégations non affiliées à l'Église chrétienne/Église du Christ. Les réunions ultérieures, ouvertes à tous, ont été appelées « Forums de restauration ». Depuis 1986, elles ont lieu chaque année, généralement en octobre ou en novembre, le lieu d'accueil alternant entre les Églises du Christ et les Églises chrétiennes et les Églises du Christ. Les sujets abordés comprennent des questions telles que la musique instrumentale, la nature de l'Église et les mesures pratiques pour promouvoir l'unité.
Des efforts ont été faits au début du XXIe siècle pour inclure des représentants de l'Église chrétienne (Disciples du Christ). Ces efforts ont fait suite au « Dialogue Stone-Campbell », une série de réunions débutées en 1999 avec des représentants des trois principales branches américaines du mouvement de restauration,. La première réunion plénière, en 1999, incluait six représentants de chacune des trois traditions. Les réunions ont eu lieu deux fois par an et, à partir de 2001, elles ont été ouvertes à toute personne associée au mouvement de restauration qui souhaite y assister. Des efforts particuliers ont également été déployés en 2006 pour créer une fraternité plus intentionnelle entre les différentes branches du Mouvement , à l'occasion du centenaire de la reconnaissance « officielle » de la scission entre l'Église chrétienne et les Églises du Christ par le recensement américain de 1906,. Un exemple en est l'organisation en 2006 par l'Université chrétienne d'Abilene (ACU) du Forum annuel sur l'unité de la restauration dans le cadre des conférences annuelles sur la Bible de l'université. Au cours du programme, Don Jeanes, président du Milligan College et Royce Money, président de l'ACU, ont fait conjointement une présentation sur le premier chapitre de l'Évangile de Jean. La conférence de l'ACU de 2004 comprenait un forum avec les dirigeants des Églises du Christ et de l'ICOC, au cours duquel les deux groupes ont présenté leurs excuses .

## Chronologie du Mouvement restaurationniste américain

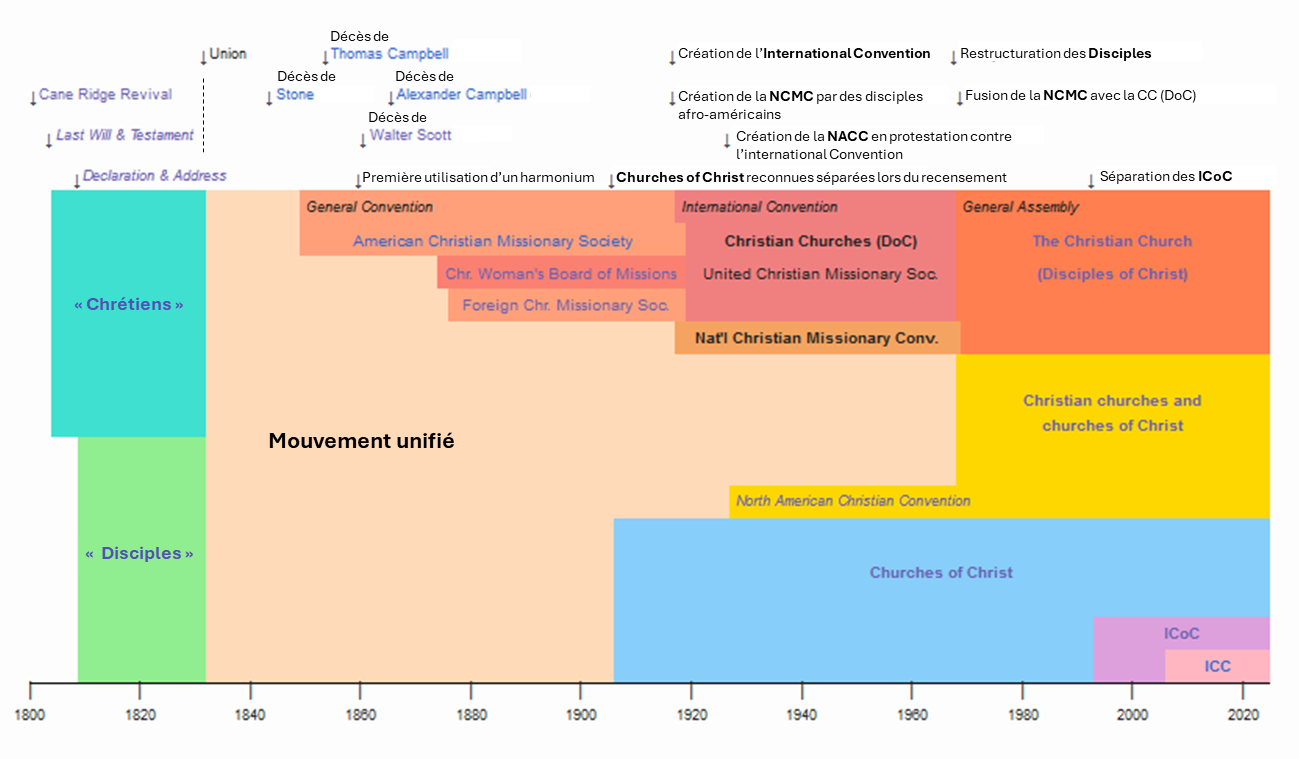
Chronologie du Mouvement de Restauration américain

## Essaimage hors d'Amérique du Nord
Les églises du mouvement de restauration sont présentes dans de nombreux pays, et la Convention mondiale des Églises du Christ en fournit les fiches d'identité. Leurs origines sont représentatives de l’évolution de la situation en Amérique du Nord, avec des orientations théologiques allant du fondamentalisme au libéralisme en passant par l’œcuménisme. Dans certains endroits, ils se sont joints à des églises d’autres traditions pour former des églises unies au niveau local, régional ou national.

### Europe
Un groupe de Nottingham s'est retiré de l'Église baptiste écossaise en 1836 pour former une Église du Christ. James Wallis, membre de ce groupe, fonda un magazine intitulé The British Millennial Harbinger en 1837. En 1842, la première réunion coopérative des Églises du Christ en Grande-Bretagne se tint à Édimbourg. Une cinquantaine de paroisses y participèrent, représentant un total de 1 600 -membres. Le nom « Églises du Christ » fut formellement adopté lors d'une réunion annuelle en 1870. Alexander Campbell influença indirectement le mouvement britannique de restauration par ses écrits ; il visita la Grande-Bretagne pendant plusieurs mois en 1847 et « présida la deuxième réunion coopérative des Églises britanniques à Chester ». À cette époque, le mouvement s'était développé pour englober 80 congrégations comptant au total 2 300 membres. Des réunions annuelles ont été organisées à partir de 1847. L'utilisation de la musique instrumentale dans le culte n'était pas une source de division entre les Églises du Christ de Grande-Bretagne avant la Première Guerre mondiale. La question du pacifisme était plus importante ; une conférence nationale fut créée en 1916 pour les congrégations qui s'opposaient à la guerre. Une conférence pour les congrégations « Old Paths » s'est tenue pour la première fois en 1924. Parmi les questions en jeu figuraient la crainte que l'Association chrétienne ne compromette les principes traditionnels en cherchant à établir des liens oecuméniques avec d'autres organisations et le sentiment qu'elle avait abandonné l'Ecriture en tant que « règle de foi et de pratique entièrement suffisante ». Deux congrégations « Old Paths » se retirèrent de l'association en 1931 ; deux autres se retirèrent en 1934, et 19 autres entre 1943 et 1947. Le nombre de membres diminue rapidement pendant et après la Première Guerre mondiale,. L'Association des Églises du Christ en Grande-Bretagne a été dissoute en 1980,. La plupart des paroisses de l'association (environ 40) se sont unies à l'Église réformée unie en 1981. La même année, 24 autres congrégations ont formé une Communion d'Églises du Christ. Cette communauté a développé des liens avec les congrégations non affiliées de l'Église chrétienne/Église du Christ au cours des années 1980,.

### Océanie
Historiquement, les groupes du mouvement de restauration de Grande-Bretagne ont été plus influents que ceux des États-Unis dans les premiers développements du mouvement en Australie. Les églises du Christ se sont développées indépendamment dans plusieurs endroits. Alors que les premières Églises du Christ en Australie considéraient les credo comme source de division, vers la fin du XIXe siècle, elles ont commencé à considérer les « déclarations sommaires de croyance » comme utiles pour encadrer les membres de la deuxième génération et les convertis d'autres groupes religieux. La période de 1875 à 1910 a également été marquée par des débats sur l'utilisation des instruments de musique dans le culte, les sociétés chrétiennes d'effort et les écoles du dimanche. En fin de compte, tous les trois ont trouvé une acceptation générale au sein du mouvement en Australie}. Actuellement, le mouvement de restauration n’est pas aussi divisé en Australie qu’il l’est aux États-Unis. Il existe des liens étroits avec l'Église chrétienne (Disciples du Christ), mais de nombreux ministres et congrégations conservateurs s'associent plutôt aux congrégations non affiliées à l'Église chrétienne/Église du Christ. D'autres ont cherché le soutien des Églises du Christ "non instrumentales" (hostiles aux à la musique instrumentale pendant le culte), en particulier de celles qui estimaient que les congrégations de « conférence » s'étaient « éloignées de l'idéal de la restauration ». La Communauté des Églises du Christ et certaines Églises d'Australie et de Nouvelle-Zélande prônent une approche « missionnaire » avec un idéal de « leadership à cinq volets ». De nombreuses personnes dans les Églises du Christ plus traditionnelles considèrent que ces groupes ont plus de points communs avec les Églises pentecôtistes. Les principaux organes de publication des Églises traditionnelles du Christ en Grande-Bretagne sont le magazine The Christian Worker et le magazine Scripture Standard.

### Afrique
On estime qu'il y a plus d'un million de membres des Églises du Christ en Afrique. Le nombre total de congrégations est d'environ 14 000. Les concentrations les plus importantes se trouvent essentiellment dans des pays anglophones : Nigéria, Malawi, Ghana, Zambie, Zimbabwe, Éthiopie, Afrique du Sud et Kenya.

### Asie
L'Inde a toujours été une cible pour les efforts missionnaires ; on estime qu'il existe 2 000 congrégations du Mouvement de restauration ou plus en Inde, avec environ un million de membres. Il existe aussi plus de 100 congrégations aux Philippines. Une présence significative existe dans d’autres pays asiatiques.

### Personnalités du mouvement
- Rice Haggard (1769–1819)
- Abner Jones (1772–1841)
- Alexander Campbell (en)
- Thomas Campbell (en) (1763–1854)
- Elijah Martindale (1793–1874), actif dans l'Indiana
- Amos Sutton Hayden (1813–1880)
- James A. Garfield (1831–1881), premier membre du mouvement de restauration à être élu président des États-Unis, les autres étant Lyndon B. Johnson (1908–1973) et Ronald Reagan (1911–2004)
- Marshall Keeble (1878–1968). Sa brillante carrière de prédicateur a notamment permis de combler un fossé racial au sein du mouvement de restauration précédant le mouvement américain des droits civiques.
- Caroline Neville Pearre
- John Oakes
- William Robinson
- Walter Scott (en)
- Barton W. Stone